# Tigris (állat)
A tigris (Panthera tigris) a legnagyobb ma is élő macskaféle ragadozó állatfaj. Fekete csíkos narancsszín bundája jellegzetes külsőt kölcsönöz számára. Csúcsragadozóként elsősorban különféle patás állatokra, főleg szarvasokra és vaddisznókra vadászik. Magányosan élnek, jókora territóriumot tartanak fenn, aminek határát megjelölik ugyan, de idegen tigriseket ideiglenesen megtűrnek benne. A tigriskölykök mintegy két évig maradnak anyjukkal mielőtt önállóvá válnának és saját territóriumot keresnének. A vadon élő példányok átlagos élethossza nyolc év, a fogságban élők akár a huszonhat évet is megérhetik.
Egykor egész Dél- és Kelet-Ázsiában elterjedtek voltak (beleértve az indonéz szigetvilágot), nyugaton egészen Kelet-Törökországig hatoltak. A 20. század eleje óta a tigrisek elvesztették létszámuk 93%-át és számos helyről (Nyugat- és Közép-Ázsia, Kína, Jáva, Bali) teljesen kipusztultak. Bár még mindig nagy területen elterjedtek Szibéria mérsékelt övi erdeitől India és az Indokínai-félsziget trópusi és szubtrópusi erdeiig, élőhelyeik erősen fragmentáltak, elszigeteltek.
A Természetvédelmi Világszövetség Vörös listáján a tigris veszélyeztetett fajként szerepel. A vadon élő felnőtt tigrisek számát 2015-ben 3-4 ezerre becsülték, amelynek döntő többsége Indiában élt. Visszaszorulásának fő oka az élőhelyeinek eltűnése, fragmentálódása, valamint az orvvadászat.
Az emberek már az ősidők óta csodálták a feltűnő külsejű, halálos nagyragadozót. Kitüntetett szereppel bír az ázsiai népek mitológiájában és kultúrájában, de gyakran megjelenik a mai irodalmi művekben és filmekben is, számos volt és létező ország, város, szervezet címerállata. A tigris India, Banglades, Malajzia és Dél-Korea nemzeti állata.

## Nevének eredete
A magyar tigris szó a latin tigris-ből ered, az pedig az ógörög, ismeretlen eredetű tigrisz-ből (τίγρις), amellyel egyaránt jelölték az állatot és a Tigris folyót. A görögök talán a "hegyes, éles" jelentésű perzsa tigrá-t vagy a "nyíl" jelentésű avesztai tigrhi-t vették át, bár ezeket a szavakat közvetlenül nem használták az állatra.
Tudományos nemzetségneve, a Panthera párducot jelent latinul és görögül (πάνθηρ) is.

## Megjelenése

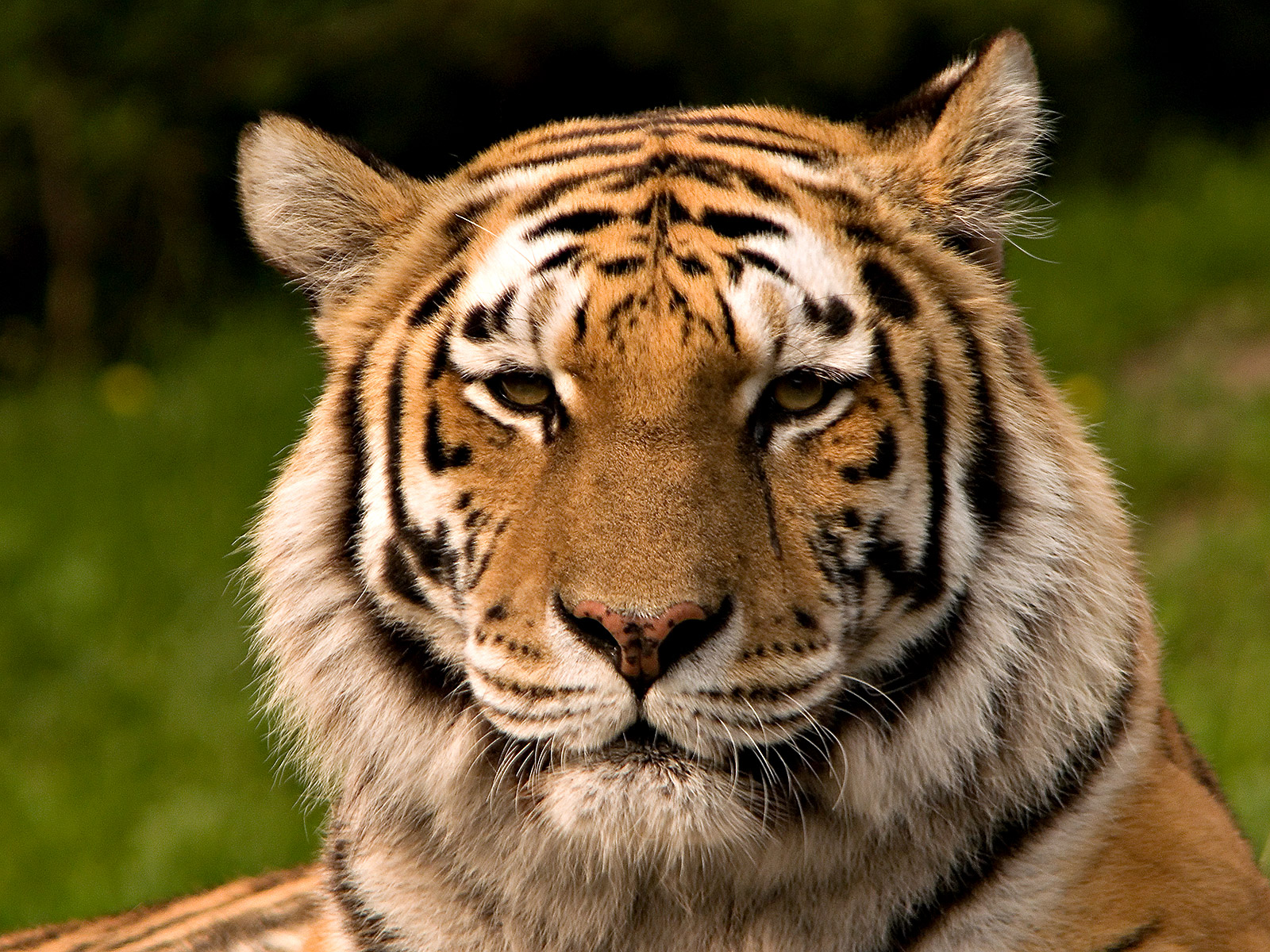
Szibériai tigris portréja

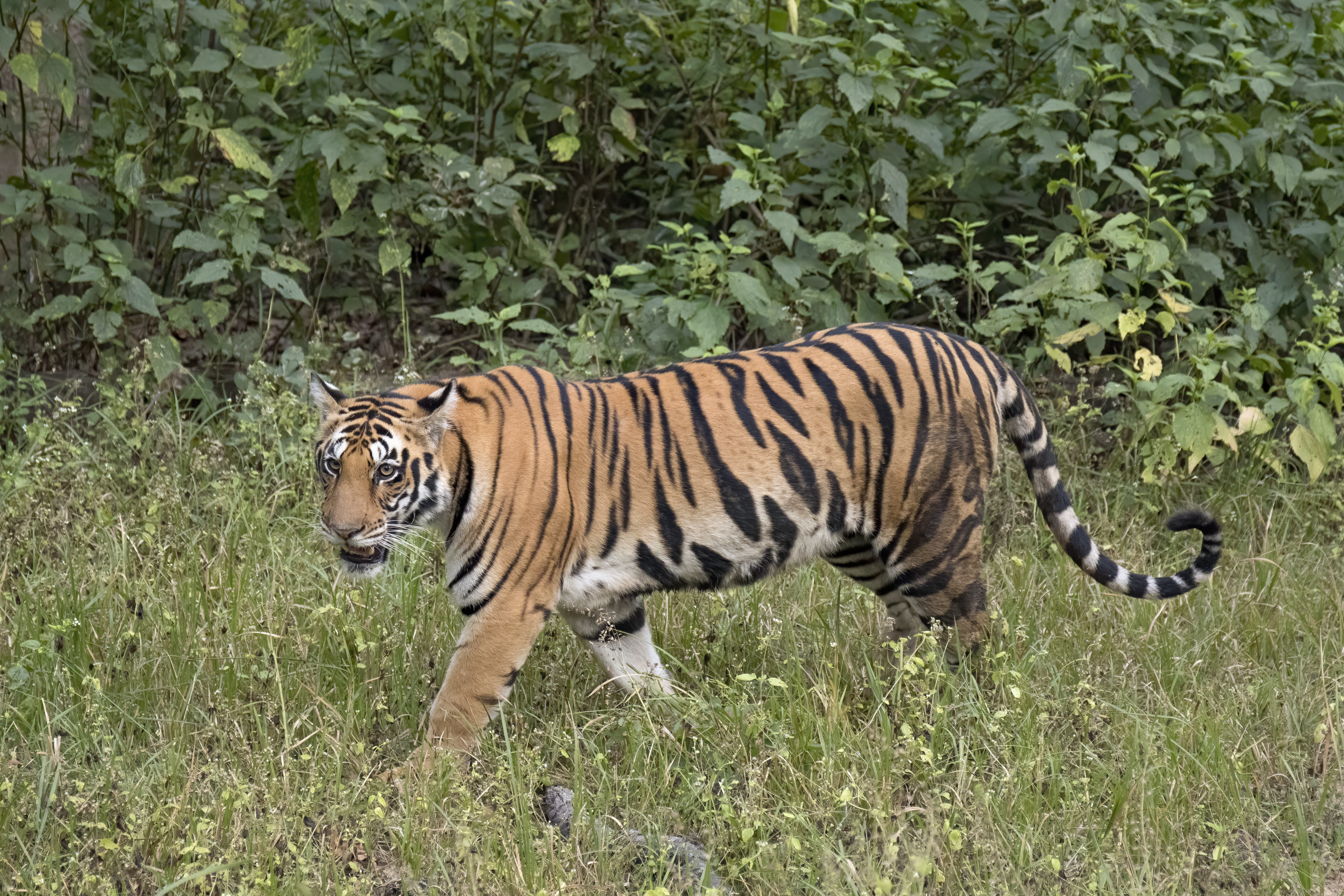
Nőstény bengáli tigris

A tigris törzse erőteljes, izmos; végtagjai közepesen hosszúak és erősek, feje nagy, farka pedig nagyjából testhossza felét teszi ki. Bundája a hátán és az oldalán a narancssárga különféle árnyalataiban pompázik, míg hasa fehér. Egész testét függőleges fekete csíkok tarkítják, amelyek mintázata minden példány esetében egyedi. A csíkok a rejtőzködést szolgálják a fák között vagy a magas fűben, ahol a fény és árnyék hasonló mintázatot hoz létre. Más macskafélék esetében is előfordul a csíkos rejtőmintázat, bár a foltos-rozettás minta gyakoribb. Bár az ember számára narancssárga alapszíne feltűnő lehet a zöld aljnövényzetben, kutatások megállapították, hogy zsákmányállatainak többsége (szarvasok, vaddisznók, egyéb patások) dikromatikus látással rendelkeznek, nem különböztetik meg a vöröset és a zöldet, így számukra a tigris jól beleolvad a háttérbe. A száraz évszakban a sárgára fakult növényzetben az ember is nehezen veszi észre a tigrist.
Csíkos mintázata a simára borotvált bőrön is látható, de nem maga a bőr pigmentált, hanem a szőrmaradványok és hajhagymák sötét színe látszik. Nyaka felső részén és állkapcsai szélénél a szőrzet meghosszabbodott és kis sörényt formáz, főleg a hímek esetében. Szemének szivárványhártyája sárga, pupillája kerek. Füle kicsi, kerek és fekete hátsó oldalán feltűnő fehér folt található. A foltok a tigrisek egymás közötti kommunikációjában játszhatnak szerepet.
Koponyájának mérete nagyjából akkora mint az oroszláné, de homlokrégiója kevésbé lapított, a szemek mögötti posztorbitális régió pedig kissé hosszabb. Az oroszlánkoponya orrnyílása szélesebb és alsó állkapcsának formája is más. Fogai erőteljesek, kissé hajlott szemfoga a legnagyobb valamennyi ma is élő macskaféle közül, koronája akár a 9 cm-t is elérheti.

### Mérete
A tigriseknél jelentős szexuális dimorfizmus figyelhető meg: a hímek jóval nagyobbak. A nagyobb alfajok esetében a méretkülönbség arányosan nagyobb, a hímek akár 1,7-szer nehezebbek lehetnek a nőstényeknél. A hímek mellső mancsain szélesebbek a párnák is, így a nyomok alapján meg lehet állapítani a nemüket. Egyes feltételezések szerint a tigrispopulációk közötti méretkülönbség az éghajlattal magyarázható: a hidegebb tájakon a hőveszteség elkerülése érdekében nagyobbak az állatok (ez az ún. Bergmann-szabály). Más elméletek alapján ebben a hozzáférhető zsákmányállatok mérete és mennyisége is szerepet játszik.
A hímek teljes hossza (farokkal együtt) 250 és 390 cm között változik, súlya pedig 90 és 300 kg közötti. Koponyahosszuk 316–383 mm lehet. A nőstények teljes hossza 200–275 cm, súlya 65–167 kg, koponyahossza pedig 268–318 mm közötti. Farokhosszuk mindkét nem esetében 60–110 cm. Marmagasságukat illetően a bengáli tigris (avagy: királytigris) és a szibériai tigris a legmagasabb macskafélék közé tartozik. 300 kg-ot is elérő súlyukkal egyúttal beférnek a valaha élt legnagyobb macskafélék közé is. A Szunda-szigetek tigrisei a legkisebbek közé tartoznak, súlyuk ritkán haladja meg a 142 kg-ot.

### Színváltozatok

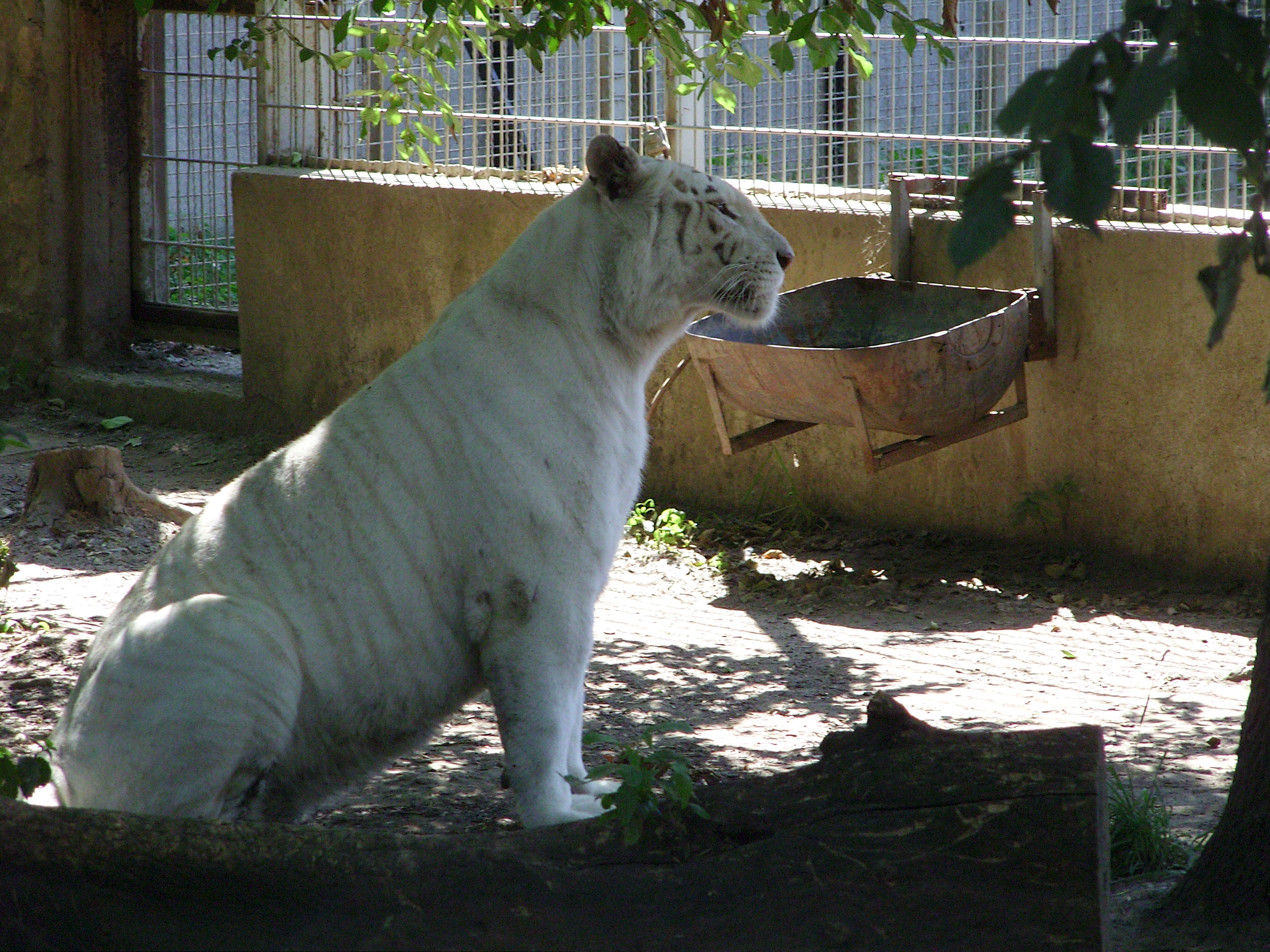
Hófehér tigris a nyíregyházi állatkertben

A több színváltozata is ismert, bár a vadon élő populációk megritkulása miatt ezek gyakorlatilag már csak a fogságban élő példányok között fordulnak elő (ahol tenyésztik is őket). A fehér tigris alapszíne fehér, rajta szépiabarna csíkokkal. A hófehér tigris ennek egy változata, a törzsön egészen halvány, a farkon pedig vörösbarna csíkozattal. Az arany tigris bundája halvány aranysárga, csíkjai pedig vörösbarnák. A hófehér és az arany tigris homozigóta a CORIN gén mutációjára.
A fehér tigris szervezetében nem termelődik feomelanin (ez képzi a narancsos színt), csíkjai sötét szépiabarnák, szemei kékek. A megváltozott pigmentáció egy mutáns gén eredménye, amely autoszomális recesszív módon öröklődik. Nem valódi albinizmus, mert az állat szervezete ha gyengébben is, de szintetizál sötét pigmenteket. A mutáció a SLC45A2 transzportfehérje egyetlen aminosavát érinti. Mivel recesszíven öröklődik, mindkét szülőnek hordoznia kell legalább egy példányt a mutáns génből, hogy fehér kölykök születhessenek.
A 20. század elején és közepén a fehér tigrisek vadon is előfordultak India Orisza, Bihár, Asszám és Madhja Prades államaiban és különleges, ritka vadásztrófeának számítottak. Az 1950-es évek elején az egyik helyi maharadzsa kezdte el tenyésztésüket; fehér hímtigrisét annak normál színezetű lányával keresztezte vissza. A továbbiakban csak a fehér példányokat pároztatták tovább, ami magas fokú beltenyésztettséghez vezetett. Emiatt a fogságban tartott fehér tigrisek sok egészségügyi problémával küszködnek, gyakori a kancsalság, gerincferdülés, a koraszülöttség, különböző fejlődési rendellenességek (pl. farkastorok) és sok példány idő előtt elpusztul. Az állatkertek fajmegőrzési programja a genetikai variabilitás csökkenése miatt elítéli a fehér tigrisek tenyésztését.
Ismert egy fekete színváltozat, amely nem melanizmus következménye, hanem az állat fekete csíkjai olyan szélesek, hogy egybeolvadnak. Az oriszai Szimlipal Nemzeti Park tigriseinek 37%-a ehhez a változathoz tartozik, ami szintén genetikai elszigeteltség és beltenyészet eredménye.
1910-ben Dél-Kínában állítólag megfigyeltek egy szürkéskék (a hasonló színű macska után máltainak nevezett) színváltozatot, amely ha létezett is, mára bizonyosan kihalt.

## Elterjedése

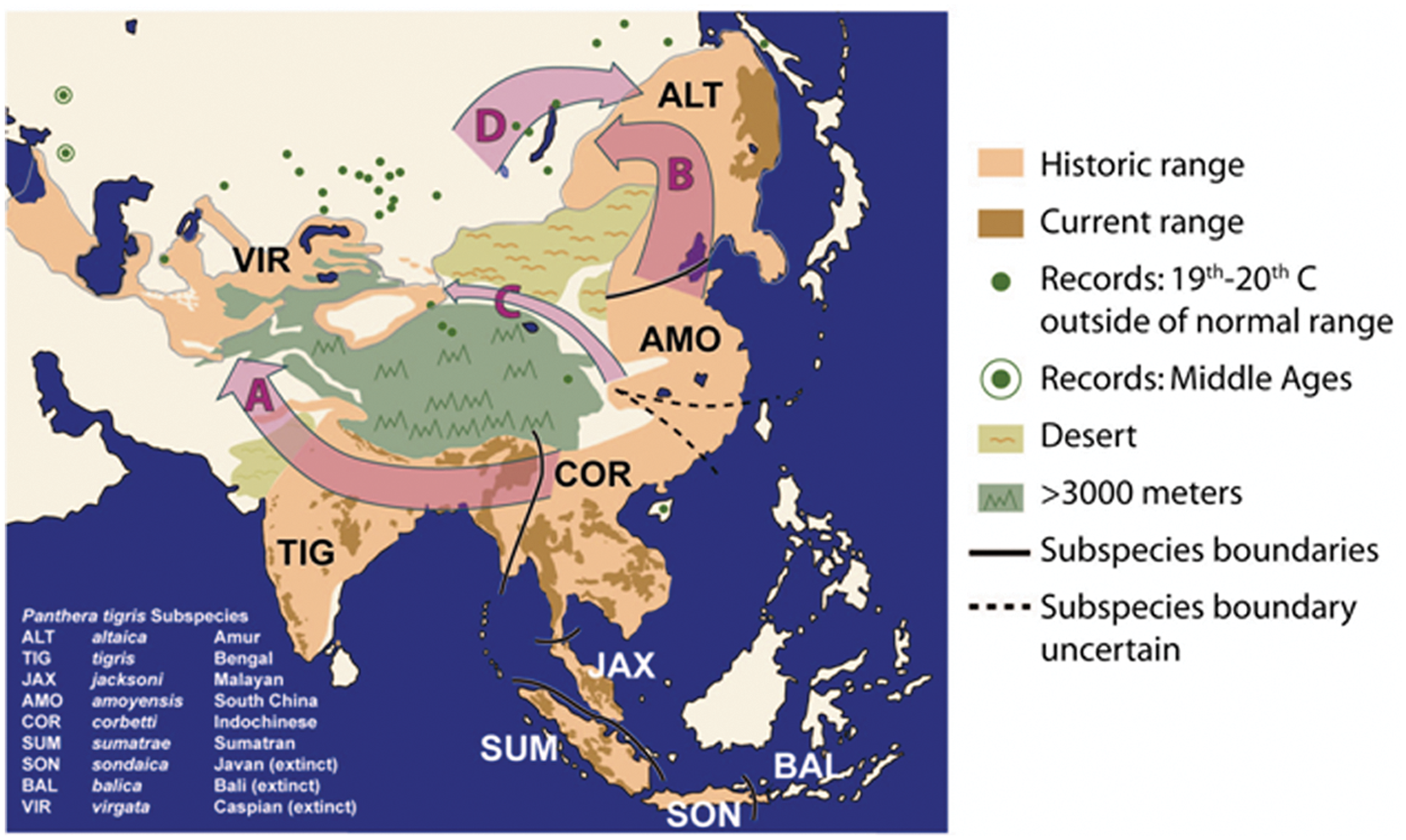
A tigrisek korábbi elterjedése

A tigrisek eredetileg a mai Kelet-Törökországtól és a Kaukázustól egészen a Japán-tengerig; Dél-Ázsiától Délkelet-Ázsián át (beleértve az indonéziai Szumátra, Jáva és Bali szigeteket) Kelet-Ázsiáig mindenütt előfordultak. Az utolsó jégkorszak végét követően minden olyan térséget meghódítottak, amelyet a hó télen kevesebb mint hat hónapig borított. Mára eredeti élőhelyének mindössze 6%-ára szorult vissza. Nyugat- és Közép-Ázsiából teljesen kiirtották és eltűnt Kelet- és Délkelet-Ázsia nagyobb részéről is. Napjainkban elterjedése az indiai szubkontinensre, az Indokínai-félszigetre, Szumátrára és Oroszország távol-keleti régióira korlátozódik. Kínában és Mianmarban a tenyésztési programokat a szomszédos országokból áttévedő tigrisekre kénytelenek alapozni. Helyzete a Koreai-félszigeten nem ismert.
A tigris alapvetően erdei állat. Populációi azokon a vidéken stabilak, ahol elegendő zsákmányállat (vadon élő szarvasfélék, vaddisznók, marhafélék) áll rendelkezésére. Régebben Közép-Ázsiában az Atrek, Amu Darja, Szir Darja, Hari, Csu, Ili folyók és mellékfolyóik ártéri erdeiben éltek. A Kaukázusban az alacsonyabb hegyvidéki és síksági erdőket népesítették be. Iráni feljegyzések szerint a Kaszpi-tenger déli partvidékén és azzal szomszédos Alborz-hegységben fordult elő. A távol-keleti Amur és Usszuri folyók térségében a koreai cirbolyából és lombos fafajokból álló ártéri erdőkben vadászott patás állatokból álló zsákmányára.
Indiában a trópusi és szubtrópusi nedves, lombhullató erdők, a trópusi száraz erdők és a Szundarbansz mocsári erdeinek lakója. A kelet-himalájai régióban Bhután mérsékelt övi erdeiben 4200 méter, a Mismi-hegységben 3630 méter magasságig figyelték meg. Mianmarban az egész országban, valamennyi tartományban előfordulnak, mégpedig két alfaj – a bengáli (1996-os adatok szerint kb. 60%-uk) és az indokínai (40%) – képviselői is. Feltételezik (bár DNS-vizsgálatokkal egyelőre nem ellenőrizték), hogy a két alfajt az Iravádi folyó határolja el egymástól.
Thaiföldön mind a lombhullató, mind az örökzöld erdőkben élnek tigrisek. Laoszban a Nam Et-Phou Louey természetvédelmi területen örökzöld és félörökzöld erdőkben is megtalálhatók. Szumátrán tigrisek élnek a síksági mocsári erdőkben és a meredek hegyvidéki erdőkben egyaránt.

## Viselkedése és életmódja

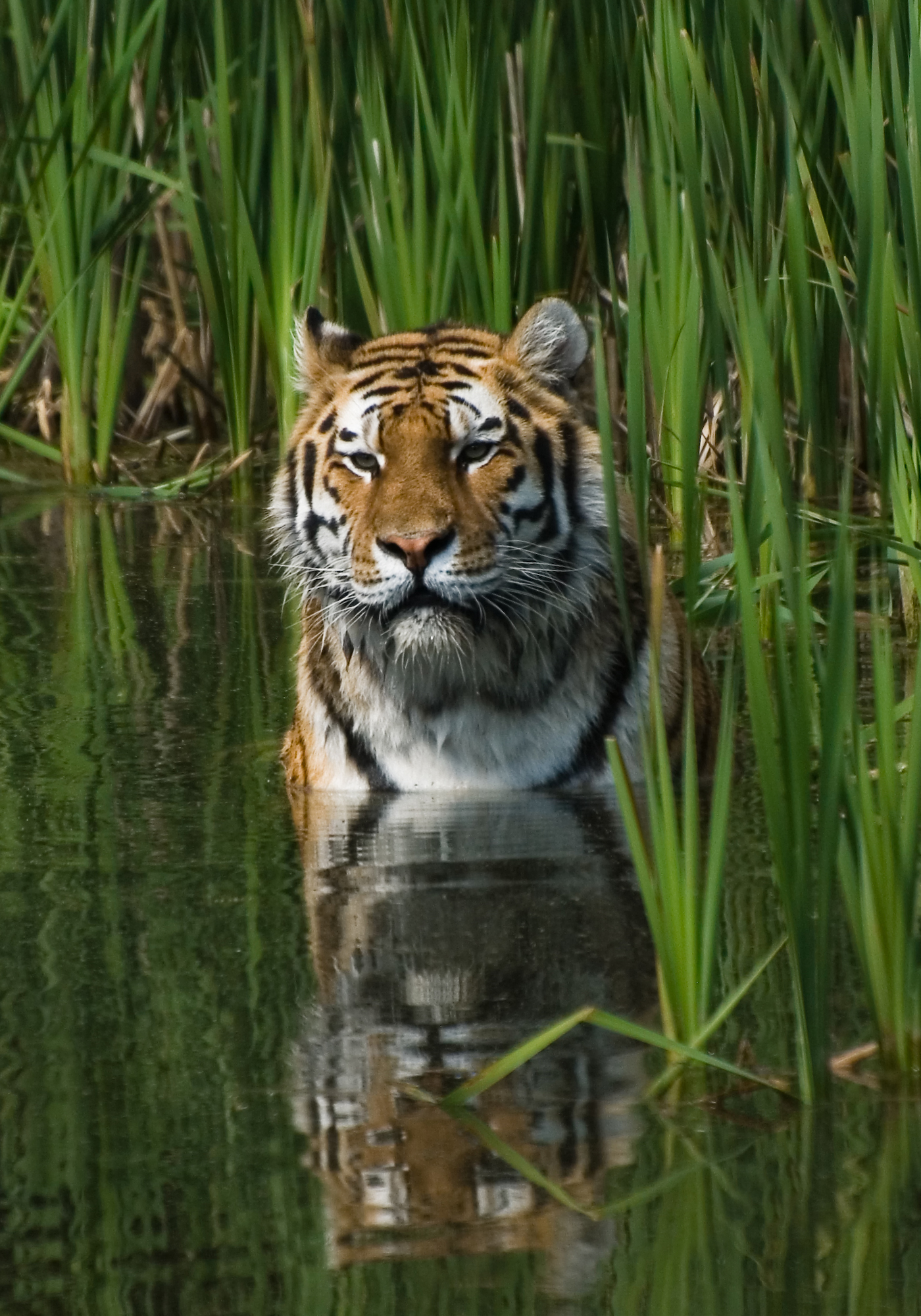
A tigrisek szívesen hűsölnek a vízben

Az ember által nem zavart vidékeken a tigris inkább nappal aktív. Bár képes rá, többnyire nem mászik fel a fákra. Jól úszik és a forró napokon gyakran tavakban, folyókban, kisebb tavacskákban hűti le magát. Hét kilométer széles folyót is képes átúszni és feljegyezték, hogy egy tigris egy nap során összesen 29 km-t úszott. Egy rádzsasztáni nemzeti parkban megfigyelték, hogy egy tigris vadászat közben rendszeresen átúszta a tavakat.
A tigrisek nagy távolságokat, akár 650 km-t is bekóborolnak új vadászterületeket keresve. A nepáli Chitwan Nemzeti Parkban rádiónyakörvvel megjelölt állatok legkorábban 19 hónapos korukban kezdtek szétszéledni abból a régióból, ahol születtek. Négy nőstény 0–43 km-re, tíz hím pedig 9–65 km-re költözött; eközben elkerülték a 10 km-nél szélesebb megművelt földeket és inkább az erdőket követték.
A felnőtt tigrisek többnyire magányosan élnek és territóriumot tartanak fenn. Mozgáskörzetük, ahol vadásznak és kóborolnak, kölykeiket nevelik,  ennél jóval szélesebb lehet. A  mozgáskörzetek átfedhetik egymást és a tigrisek figyelemmel kísérik szomszédaik mozgását. A terület mérete a zsákmányállatok bőségétől, a földrajzi viszonyoktól vagy a tigris nemétől is függhet. Indiában a tigrisek mozgáskörzete 50-től 1000 km²-ig terjedhet, míg Mandzsúriában 500-4000 km²-ig. A nepáli hím tigrisek 20-150 km²-es, a nőstények 10-50 km²-es territóriumot védenek.
A fiatal nőstények anyjuk territóriuma mellett telepednek meg, az átfedés saját és anyja területe között idővel egyre csökken. A hímek ezzel szemben messzebbre vándorolnak és fiatalabb korban kezdik el megjelölni territóriumuk határait. Egy fiatal hím vagy olyan vidéket keres, ahol nincsenek más hímek vagy egy idősebb hím mozgáskörzetében húzódik meg ideiglenesen, míg elég erős nem lesz ahhoz, hogy a gazdát elkergesse. Ennek megfelelően a tigrisek között náluk a legmagasabb a mortalitás: minden évben a fiatal hímek 30-35%-a pusztul el.

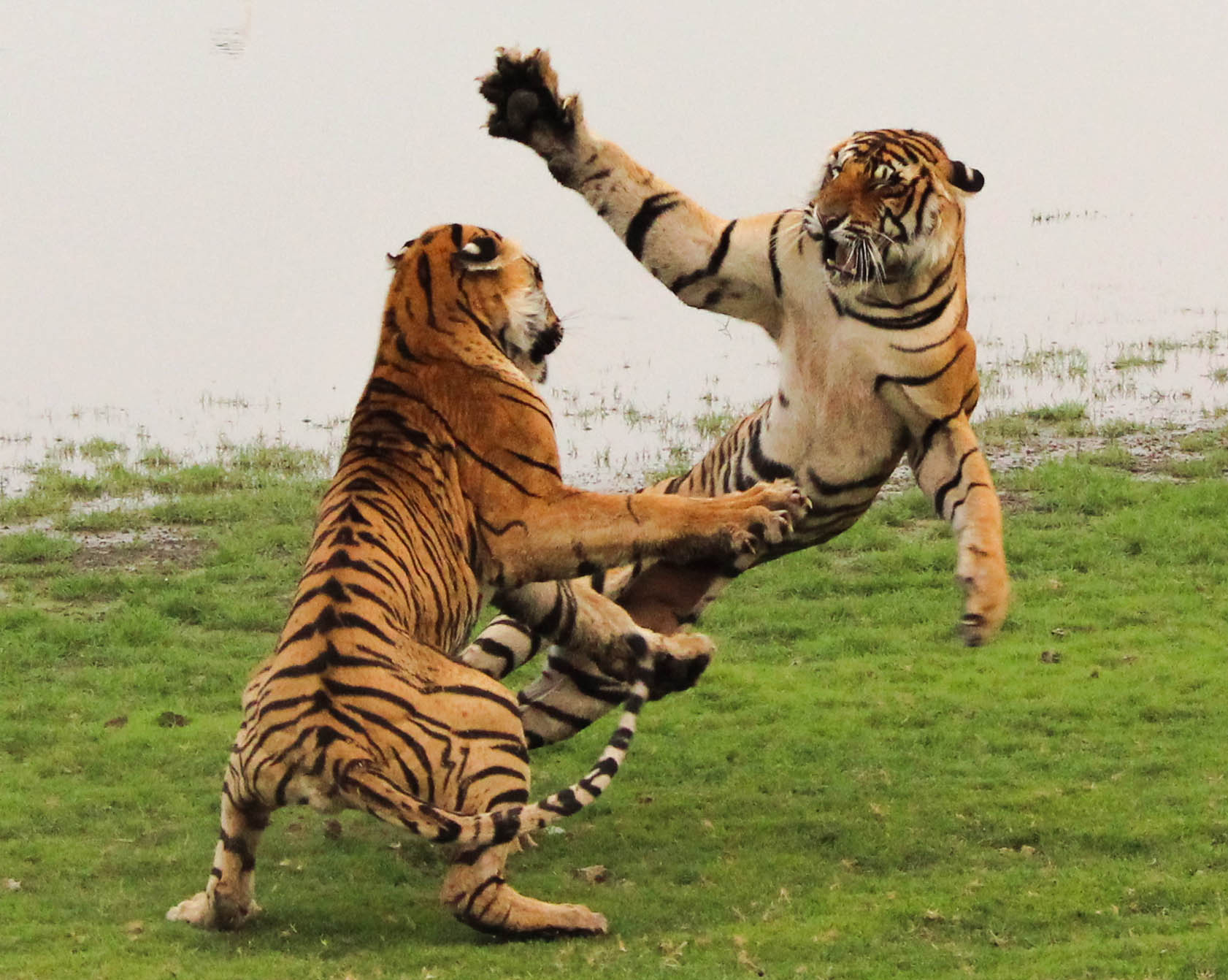
Serdülő nősténytigrisek játszanak

A hímek megjelölik territóriumuk határát: vizeletet és végbélmirigyük tartalmát spriccelik a fákra, útvonalaikon otthagyják az ürüléküket, a fákon pedig karomnyomokat hagynak. A nőstények is jelölnek vizelettel, ürülékkel és karomnyomokkal. A szag- és egyéb nyomok alapján a tigris meg tudja határozni a másik kilétét, nemét és hogy készen áll-e a szaporodásra. A tüzelő nőstények szagnyomokkal és hangjelzésekkel jelzik állapotukat.
Bár a tigrisek többnyire elkerülik egymást, nem mindig védik szigorúan a territóriumukat és néha barátkoznak egymással. Mindkét nembeli felnőttek megoszthatják zsákmányukat másokkal, még akkor is, ha az nem vérrokon. Megfigyeltek például egy olyan esetet, amikor egy hím engedte, hogy két nőstény és négy kölyök egyen az általa elejtett vadból. Az oroszlánoktól eltérően a hím tigrisek azelőtt is hagyják táplálkozni a nőstényeket és kölyköket, hogy maguk jóllaktak volna és általában barátságosan viselkednek egymással, szemben az oroszlánfalkában megszokott versengő viszonyokkal. Mindazonáltal a hímek kevésbé toleránsak a többi hímmel szemben, mint a nőstények más nőstényekkel. Az összetűzéseket tényleges küzdelem helyett többnyire megfélemlítéssel oldják meg. A vesztes fél ilyenkor a hátára fordulva sebezhető hasát mutatja a győztesnek. Miután a rangsort tisztázták, a domináns hím tolerálja a másik jelenlétét a mozgáskörzetében, ha az elég messze elkerüli őt. A legsúlyosabb küzdelmek a tüzelő nőstényekért zajlanak, ilyenkor előfordulhatnak halálos végkimenetelű harcok is.

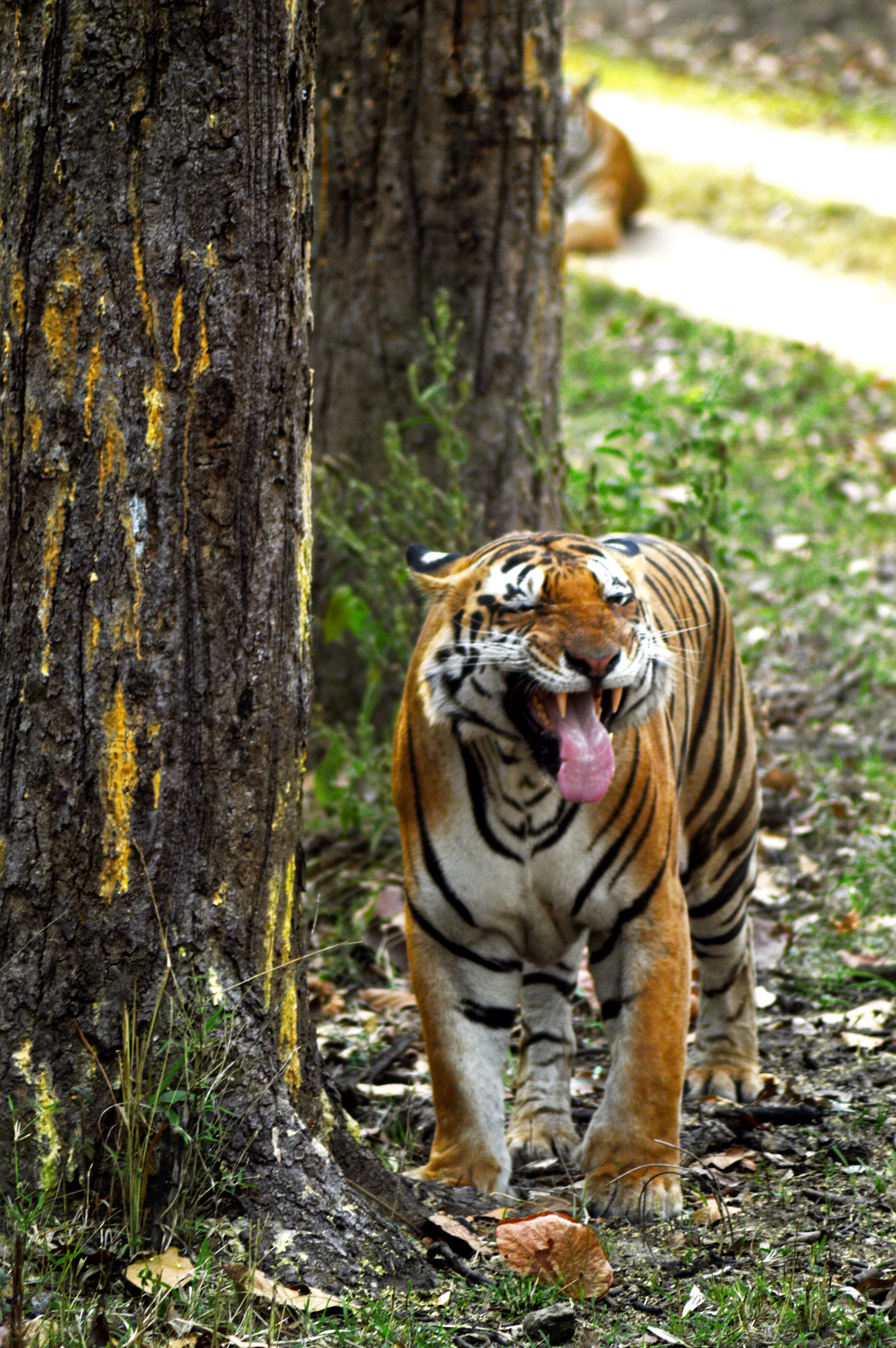
Flehmen-reakciót mutató tigris

Kommunikációjához hozzátartoznak az "arckifejezések", bár ezek száma limitált. Ha fenyegetve érzi magát fogait kivicsorítja, füleit lelapítja, pupillái kitágulnak. Mindkét nemnél megfigyelhető a flehmen-reakció, egy jellegzetes fogvicsorítós grimaszolás, amikor vetélytársaik szagjelzéseit szagolgatják, de főleg a hímek produkálják tüzelő nőstény illatának érzékelésekor.
Közeli rokonaihoz hasonlóan a tigrisek is ordítanak, különösen agresszív helyzetekben, mint zsákmány elejtése után vagy a párzási időszakban. Kétféle ordításuk van: egy hosszabb melynek során szájukat fokozatosan bezárják és egy rövidebb, élesebb, köhögősebb fajta, amit nyitott szájjal, kimutatott fogakkal végeznek. A hosszú ordítás három kilométerre is elhallatszik és néha háromszor-négyszer is megismétlik. A feszült tigris nyög; ez a hang hasonló az ordításhoz, de fojtottabb és részlegesen vagy teljesen zárt szájjal képzi. A nyögés mintegy 400 méterre hallatszik el. Barátságos helyzetekben mély hangon prüszkölnek vagy horkantanak; ezenkívól fújnak, morognak, hörögnek is.

### Táplálkozása

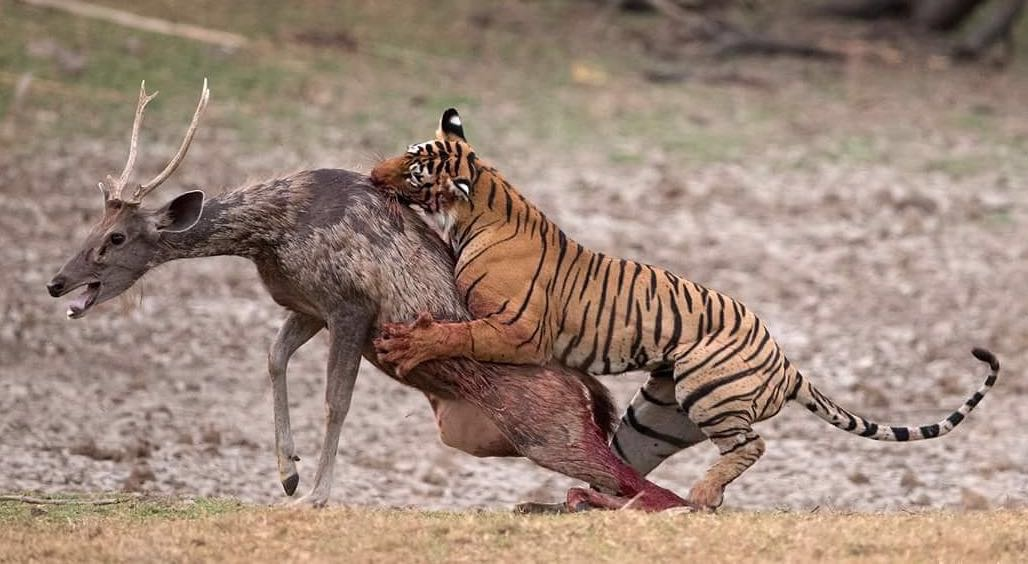
Szambárszarvast elejtő tigris

A vadon élő tigrisek többnyire nagy vagy közepes méretű emlősöket ejtenek zsákmányul, elsősorban 60-250 kg közötti patásokat. Legszívesebben szambárszarvasra, vapitire, mocsári szarvasra vagy vaddisznóra vadásznak, de képesek egy bivalyt vagy gaurt is leteríteni. Szükség esetén megelégszenek kisebb állatokkal is, mint a majmok, pávák, nyulak, tarajos sülök, halak. Kisebb-nagyobb ragadozókra (kutyák, leopárdok, pitonok, medvék, krokodilok) is vadászhatnak. A kifejlett elefántot és orrszarvút általában elkerülik, de előfordult már hogy rájuk támadtak. Gyakoribb, hogy a vastagbőrűek fiatal borjait ragadják el. Települések közelében elvihetik a háziállatokat (marhát, lovat, szamarat). A tigrisek gyakorlatilag kizárólag húsevők, növényi táplálékot csak annak rosttartalma miatt vesznek magukhoz.

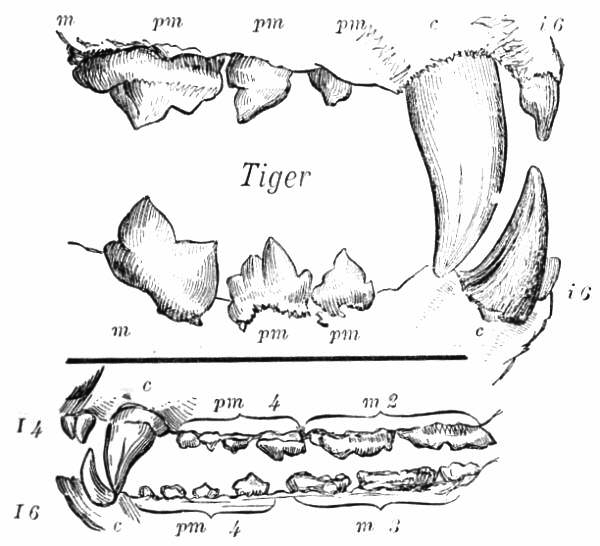
A tigris (fent) és az örvös medve fogazatának összehasonlítása

A tigriseket sokáig éjszakai ragadozónak tartották, de a településektől távol elhelyezett kamerák képei alapján kiderült, hogy nappal is vadásznak. A tigris többnyire egyedül vadászik és sok más macskaféléhez hasonlóan lopakodva közelíti meg áldozatát, majd súlyát és erejét kihasználva egy rohammal igyekszik ledönteni azt a lábáról, majd fogai közé kapni a torkát vagy a nyakszirtjét. Nagy méretük ellenére gyorsan futnak, elérhetik az 50-65 km/ó sebességet is, de ezt csak rövid ideig képesek tartani, ezért igyekeznek a zsákmány közelébe lopakodni. Ha a kiszemelt áldozat hamarabb észreveszi és futásnak ered, a tigris többnyire nem üldözi. A tigrisek könnyedén ugranak 5 méteres távolságra, sőt megfigyeltek már 10 méteres ugrást is. A körülményektől függően minden 2-20. vadászat lesz sikeres.
A nagy termetű zsákmánynak igyekeznek a torkát elkapni és erős karmaikkal belekapaszkodva leszorítani a földre. Ha sikerrel jár, addig szorítja fogaival annak torkát, míg teljesen meg nem fojtja. Ezzel a módszerrel egytonnás gaurokat és bivalyokat is képesek elejteni, bár saját súlyuk csak ennek egyhatoda. A nagy marhafélék veszélyesek a tigrisre, felöklelve, rátaposva megnyomoríthatják vagy meg is ölhetik, ezért inkább igyekeznek a fiatal borjakat vagy a beteg példányokat elejteni. A mai nagyragadozók közül egyedül a tigris támad rendszeresen ekkora állatokra egyedül.
Kisebb áldozatainál (majom, nyúl) a tigris a nyakszirtjüket kapja el, eltörve a gerincet vagy szemfogával átszúrva a légcsövet, metszőfogaival elharapva a nyaki verőereket. Ritkán mancsának ütésével is megölheti a zsákmányt, amely elég erős egy tehén koponyájának betöréséhez, vagy egy ajakos medve gerincének eltöréséhez.
Elejtés után nem mindig helyben kezdik el megenni a zsákmányt, hanem fogaikkal megragadva behúzhatják a sűrű növényzet közé. A nagy patások esetén ehhez nagy erőre van szükség; egy esetben a tigris 12 méterre húzott el egy gaurt, amelyet aztán 13 férfi sem tudott megmozdítani. A kifejlett tigris két hétig is kibírja táplálkozás nélkül, hogy aztán akár 34 kilónyi húst faljon fel egy ültő helyében. Az állatkertekben általában 3–6 kg húst kapnak naponta.

### Természetes ellenségek és vetélytársak

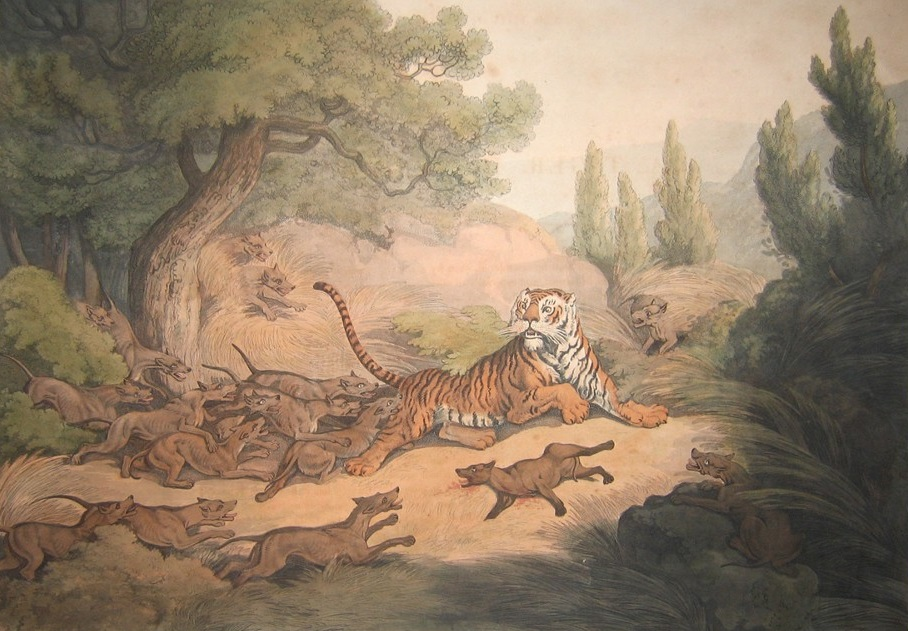
Tigrisre támadó vadkutyák
(1807-es rajz)

A tigrisek lehetőleg a saját maguk által elejtett zsákmányból táplálkoznak, de szükség esetén megeszik a dögöt vagy elveszik más nagyragadozók zsákmányát is. Bár a ragadozók többnyire elkerülik egymást, előfordul hogy összekülönböznek az elejtett állaton és ilyenkor agresszív viselkedésre, vagy tényleges küzdelemre is sor kerülhet. A tigrisek ilyenkor végezhetnek vetélytársaikkal, a leopárddal, vadkutyával, csíkos hiénával, farkassal, medvével, óriáskígyóval vagy krokodillal. Az ilyen harc azonban kétesélyes, a krokodilok, medvék, nagyobb vadkutyafalkák elkergethetik, sőt el is pusztíthatják a tigrist.
A jóval kisebb leopárd más zsákmányra és más napszakban vadászik, hogy ne kelljen versenyre kelnie a tigrisekkel. A dél-indiai Nagarhole Nemzeti Parkban például a leopárdok jellemzően 30-175 kg-os vadakat szemelnek ki zsákmányul, amelyek kisebbek, mint a tigrisek kedvenc célpontjai. Az átlagos zsákmányméret 37,6 kg volt a leopárdok és 91,5 kg a tigrisek esetében. Ha bőséggel áll rendelkezésre élelem, a két nagymacska különösebb konfliktus és hierarchikus viselkedés nélkül megvan egymás mellett, szemben az afrikai szavannákkal, ahol az oroszlánok és leopárdok közötti súrlódások gyakoribbak. A tigris elejtett zsákmányából az aranysakálok lophatnak. Megfigyelték, hogy az erdők mélyét a tigrisek, míg a peremvidékeket inkább a leopárdok és vadkutyák foglalják el.

### Szaporodása

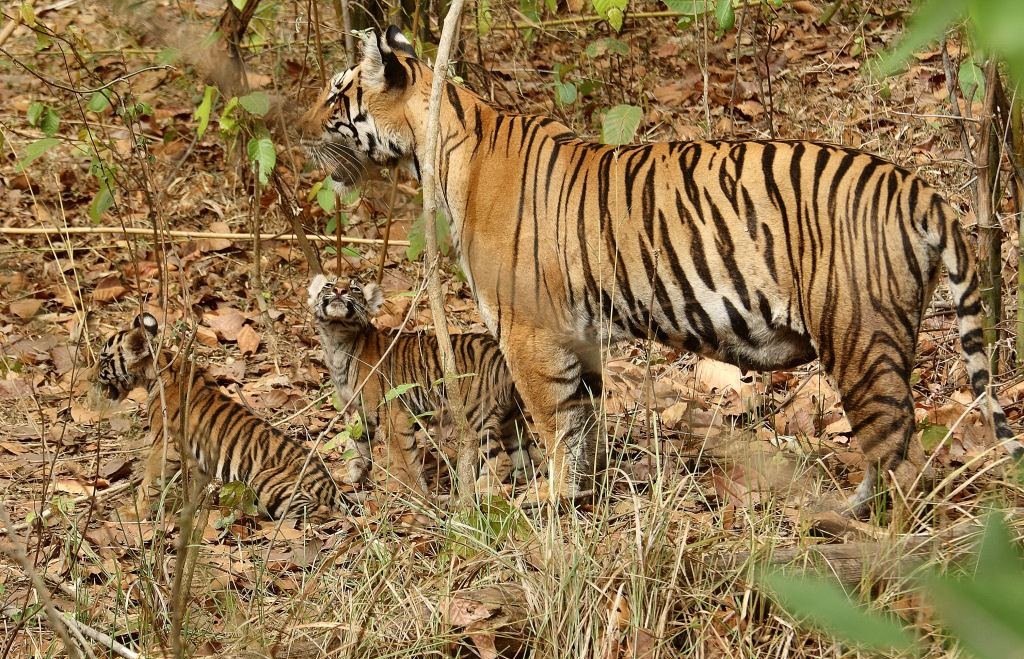
Anyatigris kölykeivel

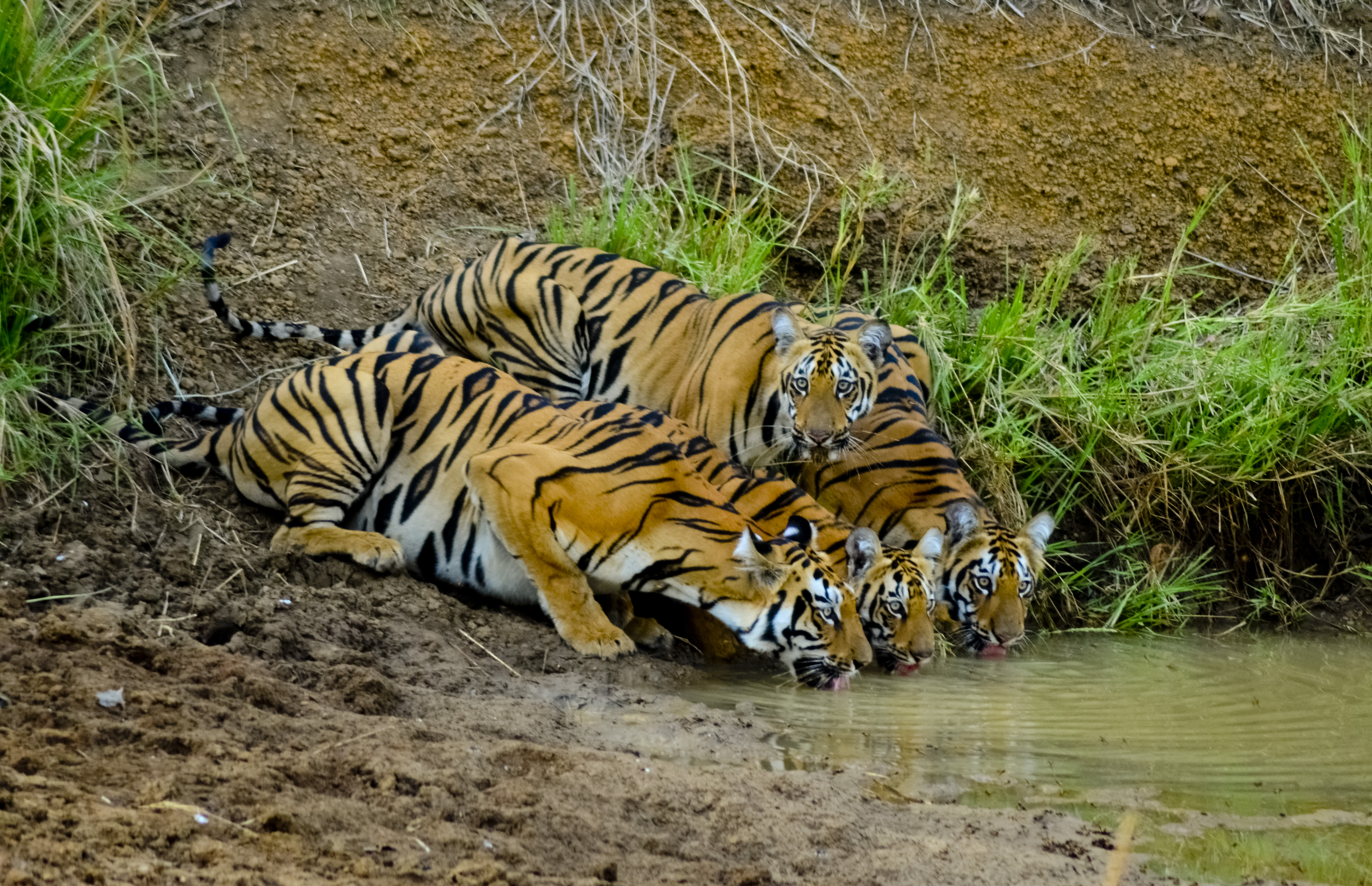
Anyatigris három serdülő kölykével (Tadoba Andhaari tigrisrezervátum, India)

Párzásukra egész évben sor kerülhet, de a legtöbb kölyök március-június között (illetve kisebb mértékben szeptemberben) jön a világra. A vemhesség 93-114 napig tart; átlagosan 103-105 napig. A nőstény három-hat napig tüzel; ezalatt gyakran és hangosan párosodik a hímmel. Két-három (ritkán akár hat) utódját rejtett, védett helyen – magas fűben, sűrű bozót mélyén, barlangban, sziklafülkében – hozza világra. Felnevelésükben az apa többnyire nem vesz részt. A zárt szemmel születő újszülött tigrisek súlya 780-1600 g között változik. Szemük 6-14 napos korukban nyílik ki. Tejfogaik nagyjából két hetes korukban bújnak elő. Nyolchetes korukban a tej mellett elkezdenek húst is enni; anyjuk ilyenkor általában új menedékbe költözteti őket. Elkezdik kisebb kirándulásokra kísérni az anyjukat, de a territóriumot bejárni, vadászni csak idősebb korukban mennek vele. Az anyjuk 5-6 hónapig szoptatja őket. Elválasztásuk közeledtével elkísérik a terület határainak bejárására és megtanulnak vadászni is.
A testvérek közül többnyire kiemelkedik egy domináns egyed, általában egy hím. A domináns kölyök aktívabb a többieknél, ő kezdeményezi a játékaikat és hamarabb válik függetlenné anyjuktól. A kölykök nagyjából 11 hónaposan kezdenek el önállóan vadászni és 18-20 hónaposan válnak önállóvá. Két- két és fél évesen szakadnak el végleg anyjuktól, de még egészen öt éves korukig növekednek. A nőstények 3-4, a hímek 4-5 évesen válnak ivaréretté. A kóborló hímek gyakran megölik a velük rokonságban nem lévő kölyköket, hogy anyjukat fogamzóképessé tegyék; a nőstény kölykei pusztulása esetén nagyjából öt hónap után ismét tüzelni kezd. A kistigrisek fele életük első két évében elpusztul. Más ragadozók csak nagyon ritkán támadják meg őket, mert tartanak az anyjuktól. Pusztulásukat (az emberen és más tigriseken kívül) okozhatja éhezés, kihűlés vagy baleset. Egy tigrisgeneráció átlagos hossza nagyjából nyolc év.
A legidősebb ismert tigris 26 évesen pusztult el fogságban.
Igen ritkán a hímek is részt vesznek a – rendszerint saját – kölykök felnevelésében, de ennek kiváltó okai alig ismertek. 2015-ben kameracsapda leplezett le egy amuri tigriscsaládot: a fényképezőgép előtt két percen belül egy hím, valamint egy nőstény és három kölyök haladt el. Észak-Indiában megfigyelték hogy egy bengáli hím felnevelt két árvát, akiknek anyja betegség miatt elpusztult. Rendszeresen etette őket, megvédte őket a riválisától és vadászni tanította őket.

## Taxonómiája
Carl Linné 1758-as Systema Naturae c. művében a Felis tigris tudományos nevet adta a tigrisnek. 1929-ben a brit Reginald Innes Pocock áthelyezte a fajt a Panthera nembe, így neve Panthera tigris-re változott.

### Alfajok

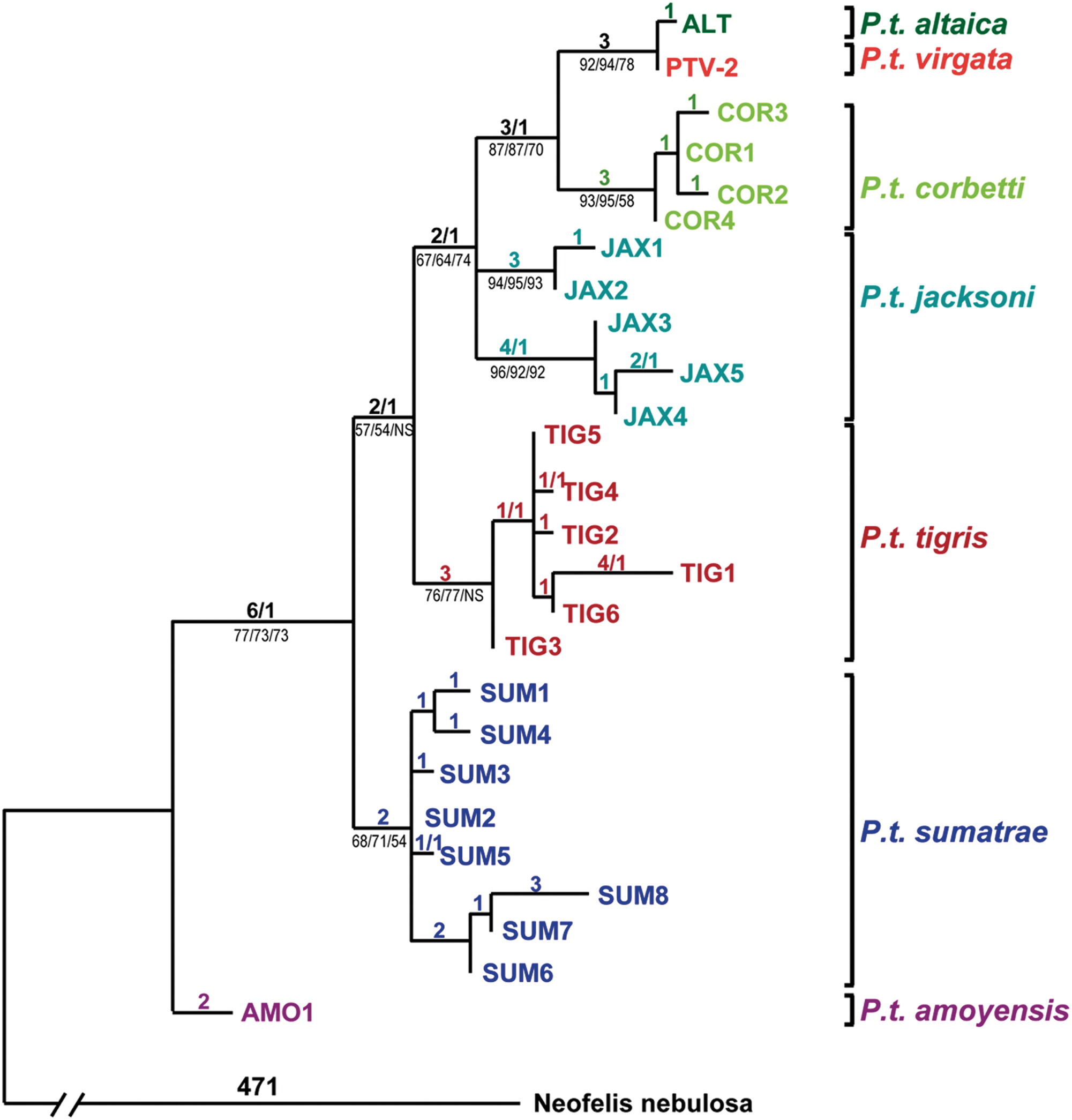
A tigrispopulációk rokonsági kapcsolatai

Linné első leírását követően az újabb példányokat számos újabb alfajba sorolták be, amelyeket a szőrzet hossza, színe, a csíkok mintázata vagy a testtömeg alapján állítottak fel, vagyis olyan tulajdonságok szerint, amelyek igen variábilisak a populációkon belül is. 1999-ben felvetették az alfajok többségének megszüntetését, mivel a különböző régiók tigrisállományának morfológiája csak kis mértékben különbözik és feltételezhető, hogy keveredtek is egymással. Ennek alapján javasolták, hogy csak két alfaj maradjon: a kontinentális Ázsia területén élő Panthera tigris tigris és a Szunda-szigeteken élő Panthera tigris sondaica.
Egy 2015-ös vizsgálatban morfológiai, ökológiai és molekuláris genetikai módszerekkel átfogó módon analizálták a tigrisalfajokat. Ennek eredményei megerősítették a kontinentális és szunda-szigeteki felosztást. Az előző magába foglalná a korábbi bengáli, maláj, indokínai, dél-kínai, szibériai és kaszpi alfajokat, míg az utóbbi Jáva, Bali és Szumátra tigriseit. A P. t. tigris-t további két kládra osztanák:
- az észak klád magába foglalná a szibériai és kaszpi tigriseket
- a déli pedig a többi kontinentális populációt

Az új osztályozás természetesen befolyásolná a tigrisek állatkertekben való tenyésztési és újratelepítési programjait. Bár 2017-ben az Természetvédelmi Világszövetség (IUCN) Macskafélék Osztályozásának Csoportja elfogadta a két alfajos felosztást, sok kutató továbbra is ragaszkodik a korábbi rendszerhez mert genomjuk alapján hat alcsoport egyértelműen elkülöníthető a tigrispopulációk között. Ezek nagyjából 110 ezer évvel ezelőtt váltak el egymástól.
Az alábbi táblázat mindkét megközelítést bemutatja:
| Populáció                                                    | Leírás | Kép |
| ------------------------------------------------------------ | --- | --- |
| Bengáli tigris                                               | Linné fajleírása korábbi természetbúvárok (mint Conrad Gessner és Ulisse Aldrovandi) leírásán alapult. Bundájának színe a halványsárgától a vörösessárgáig változik, csíkjai feketék. |     |
| †Kaszpi tigris korábban P. t. virgata (Illiger, 1815)        | Illiger leírása nem egy konkrét példányon alapult, csak feltételezte, hogy a Kaszpi-térség tigriseinek külseje eltért a többitől. Utólag megállapítottak, hogy csíkjai keskenyek és közel állnak egymáshoz. Koponyájának mérete nem tért el szignifikánsan a bengáli tigrisétől. A genetikai vizsgálat szerint a szibériai tigris közeli rokona volt. Utoljára az 1970-es évek elején látták vadon, mára valószínűleg kihalt. |     |
| Szibériai tigris korábban P. t. altaica (Temminck, 1844)     | Temminck leírása a Korea és Japán közötti kereskedelemben talált hosszú, sűrű szőrű tigrisbőrökön alapult és azt feltételezte, hogy az Altaj-hegységből származnak. Későbbi leírás szerint a szibériai tigris bundája halvány, viszonylag ritkásabb csíkjai sötétbarnák. |     |
| Dél-kínai tigris korábban P. t. amoyensis (Hilzheimer, 1905) | Hilzheimer leírás öt, a mai Vuhan területén vásárolt koponyán alapult. A fogak és állkapoccsontok mérete néhány cm-rel eltért az indiai tigrisekétől. A dél-kínai kereskedelembe került bőrük alapján színük élénk narancssárga volt, csíkjaik rombuszszerűek. Koponyájuk alakja miatt sokáig ezt a populációt tartották a legősibbnek. Mitokondriális DNS-ük egyedi haplotípussal rendelkezik.                               |     |
| Indokínai tigris korábban P. t. corbetti Mazák, 1968         | Mazák leírása 25 múzeumi példányon alapult, amelyek kisebbek voltak (beleértve a koponyájukat is) mint az indiai tigrisek. |     |
| Maláj tigris korábban P. t. jacksoni Luo et al., 2004        | Az alfaj elkülönítését mitokondriális és szatellita DNS analízise alapján javasolták. Bundájának színe, koponyájának mérete nem különbözik az indokínai tigrisétől. Az észak-malajziai és dél-thaiföldi tigrispopulációk között nincs egyértelmá földrajzi elválasztóvonal. |     |

| Populáció                                             | Leírás | Kép |
| ----------------------------------------------------- | --- | --- |
| †Jávai tigris                                         | Temminck leírása több rövid és sima szőrű tigrisbőrön alapult. A jávai tigrisek kisebbek voltak kontinentális rokonaiknál. |     |
| †Bali tigris korábban P. t. balica (Schwarz, 1912)    | Schwarz leírása egy Baliról származó nőstény példány bőrén és koponyáján alapult. Állítása szerint szőrzete élénkebb színű, koponyája pedig kisebb a jávai tigrisénél. Jellegzetessége a jávaiéra hasonlító keskeny halántékcsont. |     |
| Szumátrai tigris korábban P. t. sumatrae Pocock, 1929 | Pocock szumátrai tigrispéldányának szőre sötét árnyalatú volt, csíkjai sűrűek és szélesek. Koponyája némileg nagyobb volt a bali tigrisénél. Valamennyi mai tigris közül ez a legkisebb; ennek oka talán az az általánosan megfigyelt hatás, hogy a szigeteken élő emlősök mérete csökken. Feltehetően a kontinensről származnak és 6-12 ezer évvel ezelőtt izolálódtak, amikor a tengerszint emelkedése elvágta őket Ázsia többi részétől. |     |

### Evolúciója

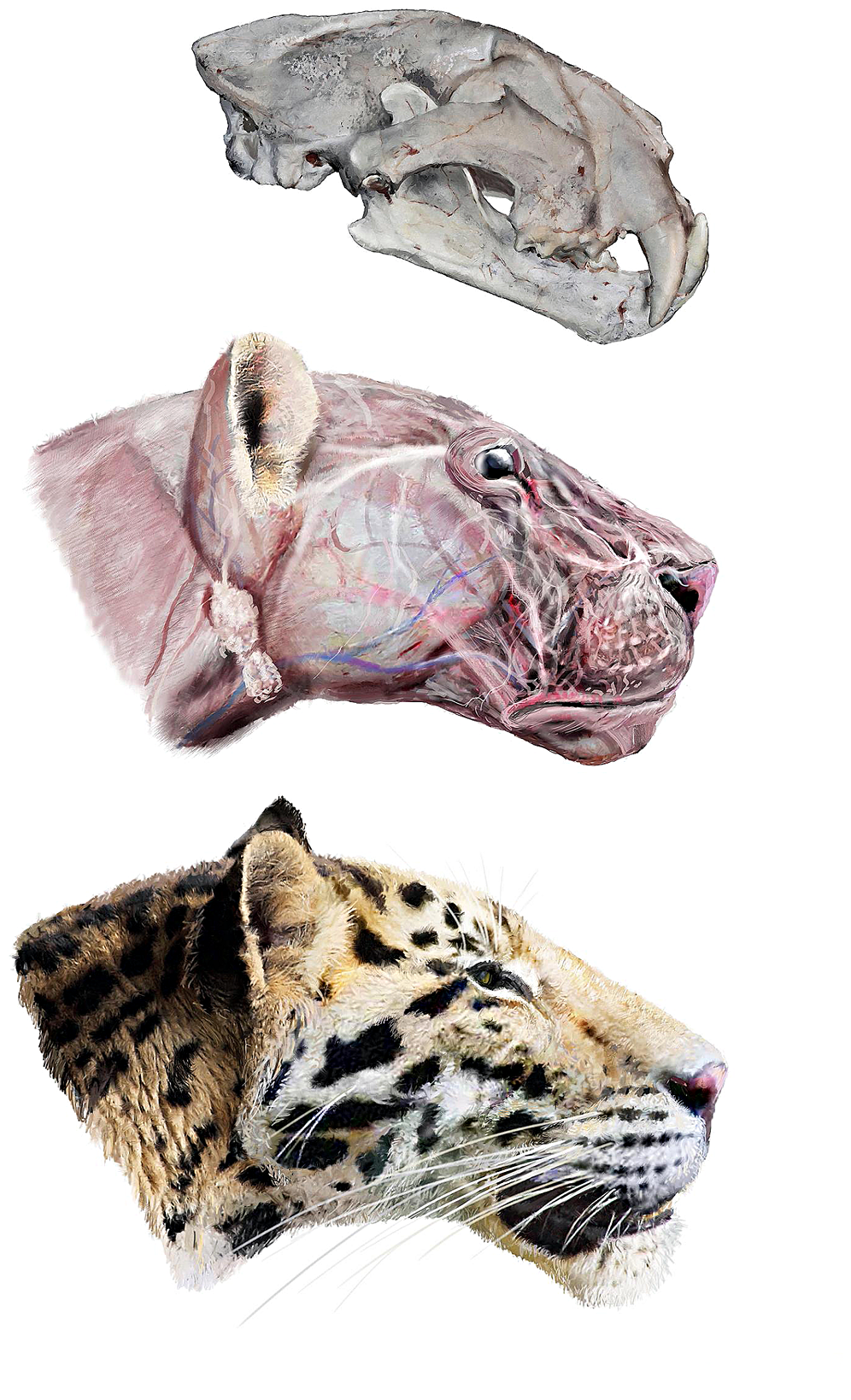
A Panthera zdanskyi koponyája és feltételezett külseje

Korábban a tigris legközelebbi rokonainak az oroszlánt, a leopárdot és a jaguárt vélték. A genetikai vizsgálatokból azonban kiderült, hogy a tigris és a hópárduc közös őse mintegy 2,88 millió évvel ezelőtt vált el a többi nagymacskáétól.
A Panthera nem valószínűleg Közép-Ázsia északi részéből származik és a tigris-hópárduc ág a miocén során vándorolt el innen Délkelet-Ázsiába.
A mai tigrisek legközelebbi rokona a Panthera zdanskyi, amely mintegy kétmillió évvel ezelőtt élt a pleisztocén kezdetén és fosszilis maradványait Északnyugat-Kína barlangjaiban találták meg. Kisebb volt a tigrisnél és több jellemzőjében primitívebb, de egyébként életmódját, ökológiai szerepét tekintve megfelelt a tigrisnek. Nem tudjuk, hogy csíkos volt-e. Feltételezik, hogy erről a vidékről erednek a modern tigrisek is, amelyek mérete megnőtt, amikor Délkelet-Ázsiában nagyobb termetű szarvasokra és marhafélékre kezdtek vadászni.
A pleisztocén végén elérték Indiát, majd Északkelet-Ázsiát, beleértve Japánt, a Szahalin-félszigetet és az Eurázsiát Észak-Amerikával összekötő Beringia földhidat. Egyes koponyaleletek alapján feltételezik, hogy mintegy 100 ezer évvel ezelőtt megtelepedtek Alaszkában is.
A tigrisek késő pliocénből, pleisztocénből és korai holocénből származó maradványait szerte Ázsiában megtalálták, többek között Srí Lankán, Kínában, Japánban és Sarawak szigetén. Borneón is élt tigris a késő pleisztocén és a holocén között, kipusztulásának ideje nem ismert.
A kb. 1,2 millió évvel ezelőtt élt Panthera tigris trinilensis maradványait a jávai Trinil környékén találták meg. A trinili, a japán, a dél-kínai wahnszieni és a Szunda-szigeteki ngandongi tigris még az ősidőkben kihalt.
A Fülöp-szigetekhez tartozó Palawan egyik barlangjában kőszerszámok és egyéb állatcsontok között két tigrisujjcsontot is találtak, amelyek kisebbek voltak a kontinensen megszokottnál. Lehetséges, hogy Borneóról telepedtek át a szigetre, de nem kizárható, hogy az emberek vitték oda a csontokat.
A molekuláris biológiai vizsgálatok alapján a mai tigrisek közös őse 108-72 ezer évvel ezelőtt élhetett. Paleoklimatológiai és ökológiai modellek alapján az utolsó eljegesedés óta a tigris élettere egész Dél- és Kelet-Ázsiára kiterjedt, lehetővé téve a géncserét a populációk között. A kaszpi tigris populációját egy korridor kötötte össze a Hindukuson át a bengáli tigrisekkel. A kontinentális Ázsia és a Szunda-szigetek tigrisei feltehetően az interglaciálisok alatt szakadtak el egymástól.
A tigrisek genomját 2013-ra teljes mértékben megszekvenálták. Génjeinek, genetikai markereinek elhelyezkedése megfelel a többi macskaféléének.

### Hibridek
A fogságban tartott tigrisek és oroszlánok keresztezhetőek egymással, ún. liger és tigon hibrideket hozva létre, amelyek fizikai tulajdonságaikat és viselkedésüket mindkét szülőtől örökölhetik. A vadon élő nagymacskák számának megcsappanásával azonban az állatkertekben inkább a génmegőrzést támogatják, nem pedig a hibridek előállítását.
A liger hím oroszlán és nőstény tigris kereszteződéséből származik. Hosszuk általában 3-3,7 m között, súlyuk pedig 360–450 kg között van. Mivel a kölyök az oroszlán apjától megkapja a növekedést serkentő gént, de a megfelelő növekedésgátló gén a tigris anyából hiányzik, a ligerek mindkét szülőjüknél jóval nagyobbra nőnek. Más a helyzet a hímtigris és nőstényoroszlán párosodásából születő tigonok esetében. A hímtigrisnek nincs növekedésserkentő génje, a nőstényoroszlán pedig átadja az utódnak a növekedésgátló gént, így azok mérete akkora, mint a szülőké. A tigon nőstények némelyike fogamzóképes és hím ázsiai oroszlánokkal ún. litigont nemzenek.

## Természetvédelmi helyzete
| Ország      | Év   | Becsült szám |
| ----------- | ---- | ------------ |
| India       | 2019 | 2,603–3,346  |
| Oroszország | 2016 | 433          |
| Kína        | 2018 | 55           |
| Vietnám     | 2016 | <5           |
| Laosz       | 2016 | 14           |
| Kambodzsa   | 2016 | 0            |
| Thaiföld    | 2016 | 189          |
| Malajzia    | 2014 | 80–120       |
| Myanmar     | 2018 | 22           |
| Banglades   | 2014 | 300–500      |
| Bhután      | 2015 | 89–124       |
| Nepál       | 2018 | 220–274      |
| Indonézia   | 2016 | 371          |
| Összesen    |      | 4,381–5,453  |

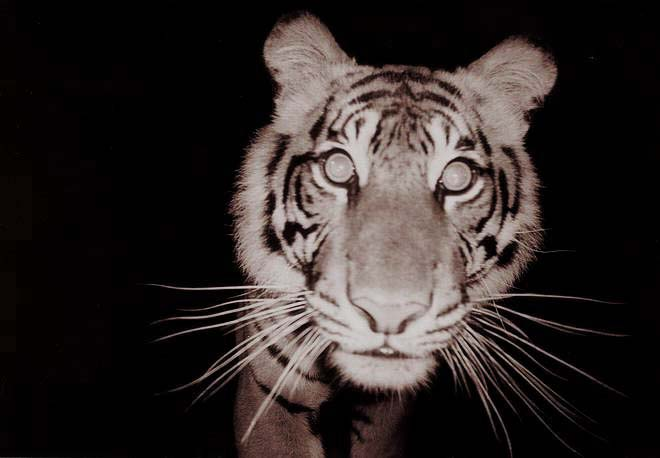
Kameracsapda által lefotózott vadon élő szumátrai tigris

A tigriseket elsősorban élőhelyük pusztulása vagy fragmentálódása, valamint az orvvadászat fenyegeti; mindezek eredményeképpen a vadon élő tigrisek száma drámaian lecsökkent. Indiában korábbi élőhelyeiknek mára csak 11%-a maradt érintetlen. Számos tigrist azért pusztítanak el, mert a hagyományos kínai orvoslás által felhasznált különböző testrészeiket nagy haszonnal tudják értékesíteni a feketepiacon.
A tényleges számukat illetően több becslés is ismert. Egyesek szerint az ivarérett tigrisek száma 2500 alá csökkent és egyetlen szaporodási közösség sincs, ahol a felnőtt állatok száma meghaladná a 250-et. 2016-ban a 3. miniszteri szintű tigrisvédelmi konferencián 3890-re becsülték a vadon élő állatok számát. Ezt követően a WWF bejelentette, hogy az utóbbi évszázad során először nőtt a tigrisek száma.
Az országok közül Indiában él a legtöbb tigris. Itt 1973-ban Indira Gandhi elindította az ország "tigrisprogramját" és számos védett területet hoztak létre a számukra. Ennek hatására a bengáli tigrisek száma az 1973-as 1200-ról húsz év alatt mintegy megháromszorozódott, bár egy 2007-es felmérésből kiderül, hogy a vadorzók miatt megint csak kb. 1400 állat maradt az országban. Ezt követően a kormány 153 millió dolláros programot indított a vadorzás visszaszorítására, nyolc újabb természetvédelmi területet létesítettek és kezdeményezték 200 ezer vidéki lakos átköltöztetését kevésbé "tigrisfrekventált" régiókba. A Sariska tigrisrezervátumba, ahonnan a 2000-es évek közepére kipusztultak a nagymacskák, ismét visszatelepítették őket. 2014-ben 2226-ot számláltak össze (ami 30%-os növekedést jelentett 2011 óta); 2019-ben pedig a Nemzetközi Tigrisnapon Narendra Modi miniszterelnök bejelentette, hogy újabb 25%-kal 2967-ra nőtt India tigrispopulációja.
Az 1940-es években a szibériai tigris a kihalás szélére került; mindössze 40 vadon élő példány maradt a Szovjetunióban. A kormányzat sikeresen visszaszorította a vadorzók tevékenységét és természetvédelmi területeket hozott létre a tigriseknek, aminek következtében a számuk néhány százra gyarapodott. Az 1990-es évek gazdasági összeomlását követően az illegális vadászat ismét komoly problémává fajult. A szibériai tigris védelmében nagy gondot jelent, hogy az egyedeknek hatalmas vadászterületre van szükségük, kb. 450 km² a nőstények és még többre a hímek esetében. A természetvédőknek sikerült meggyőzniük a vadászokat, hogy az ő érdekük is a nagymacskák jelenléte, ugyanis azok korlátozzák a farkasok elterjedését, amelyek nagyobb kárt okoznak a patásoknak, mint a tigrisek. 2005-ben mintegy 360-ra becsülték az oroszországi tigrisek számát, bár genetikai diverzitásuk igen alacsony volt. Egy évtizeddel később már 480-540-re nőtt az orosz tigrispopuláció.
Kínában az 1950-es évek "kártevőellenes" kampányában a tigriseket is irtották, később pedig az erdőirtásokkal elvesztették élőhelyüket, őket magukat és zsákmányállataikat is túlvadászták. Bár vadászatukat 1977-ben betiltották, létszámuk tovább csökkent és 2001-ben Dél-Kínában kihaltnak nyilvánították. A korábban a nyugati természetvédelmi kezdeményezésektől elzárkózó pekingi kormány az 1980-as években csatlakozott a CITES egyezményhez. 1993-ban megtiltották a tigrisek testrészeinek kereskedelmét, illegálissá téve a hagyományos kínai orvoslás tigriscsont-felhasználását. A tibetiek hagyományos öltözékében is használtak tigrisbőrt, de miután a dalai láma 2006-ban fellépett a gyakorlat ellen, sokan nyilvánosan elégették tigrisbőreiket.
Az indonéz kormány 1995-ben indította tigrisprogramját a Way Kambas Nemzeti Parkban a szumátrai tigris védelmére és viselkedésének kutatására. 1999-re a program szakemberei megállapították hogy Lampung tartomány 52 potenciális tigrisélőhelyéből csak 15 volt annyira természetközeli állapotban, hogy ténylegesen megélhessenek benne a nagymacskák.
Mianmarban a Hukaung-völgyben felállították a világ legnagyobb, 21 756 km² területű tigrisrezervátumát. Más (indiai, indokínai, oroszországi) védett területekkel együtt a tigrisrezervátumok mérete meghaladja a 260 000 km²-t. Munkájukat nemzetközi természetvédelmi szervezetek, mint a Wildlife Conservation Society vagy a Panthera Corporation is segítik.
A vadon élő tigriseket különböző módszerekkel tanulmányozzák. Létszámukat nyomaik gondos lemérésével becsülik (bár a módszert sokan pontatlannak tartják). Útvonalaikon kameracsapdákat helyeznek el, ürülékükből vagy fára spriccelt mirigyváladékukból DNS-vizsgálatot végeznek. Mozgásuk követésére egyes példányokra rádiós nyakörvet szerelnek.

## A tigris és az ember

### Tigrisvadászat

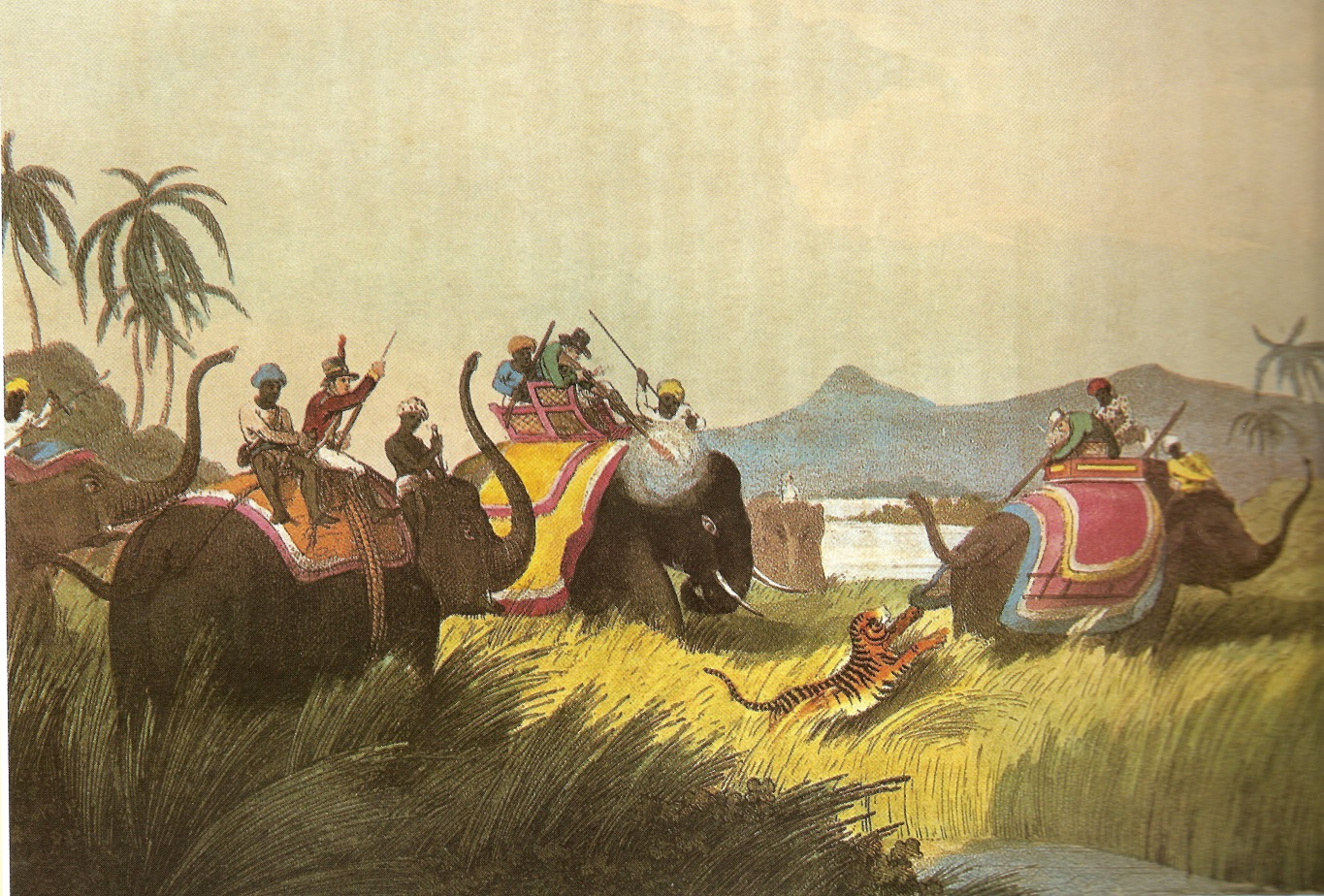
Tigrisvadászat elefántháton (1808)

A tigris mindig is a legnagyobb presztízsű vadásztrófeák közé tartozott Ázsiában. A 19. században és a 20. század elején a maharadzsák, az indiai főnemesség és a brit főtisztviselők kedvelt – és irigyelt – sportjává vált a tigrisvadászat. Egyetlen maharadzsa vagy brit vadász több mint száz tigrissel végezhetett. Volt aki lesből vagy magaslesről ejtette el királyi zsákmányát (ilyenkor egy kecskét vagy bivalyborjút kötöttek ki csaléteknek), de vadásztak tigrisre hajtókkal, elefánthátról is. A magyar vadászírók közül Széchenyi Zsigmond vadászott tigrisre indiai maharadzsáknál.
A tigrisekre nagy értékű, csíkos bőrük miatt is vadásztak; a tigrisbőr kereskedelmi forgalma az 1960-as években tetőzött, majd a nemzetközi állatvédelmi egyezmények hatására drasztikusan csökkent, illetve a feketepiacra terelődött át. Az 1970-es években egy eredeti tigrisbőr Nyugaton mintegy 4250 amerikai dollárt ért.
Indiában és Kínában a húsát valaha széles körben fogyasztották, de elsősorban ínyencség volt a tigrishús.

### Testrészeinek kereskedelme
A tigrisek különböző testrészeit Dél- és Délkelet-Ázsiában régóta használták szerencsehozó amulettként. Talán legkorábbi ismert példa erre azok a tigriscsontok, amiket a fülöp-szigeteki barlangokban kőszerszámok mellett találtak. A 12-9 ezer éves csontok állapota (hosszanti repedései) arra utalnak, hogy hosszú ideig voltak kitéve a nap és a kiszáradás hatásának, mielőtt a barlangba kerültek. Szintén a Fülöp-szigeteken, egy mindanaói régészeti lelőhelyen találtak a 10-12. századból származó tigrisszemfogakat.

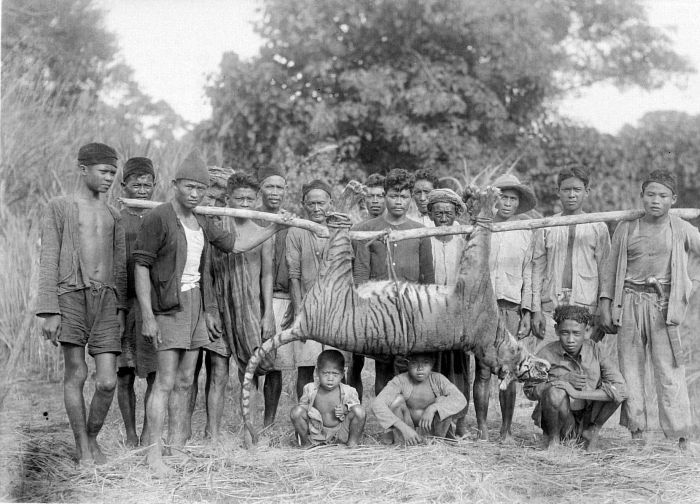
Elejtett jávai tigris (1941)

A hagyományos kínai orvoslás is felhasználja a tigrisek testrészeit, többek között fájdalomcsillapításra és afrodiziákumként (bár a tényleges hatás tudományosan nem igazolt). Mára Kínában betiltották ezt a gyakorlatot és a tigrisek orvvadászatáért halálbüntetést is kiszabhatnak. A veszélyeztetett állatok kereskedelmét tiltó CITES egyezmény is tiltja a tigrisek minden testrészének adásvételét.
A tiltás ellenére a feketekereskedelem virágzik és az ennek visszaszorítására tett hatósági próbálkozások egyelőre eredménytelenek maradtak. A kereskedők döntő többsége Kínához köthető, míg a vásárlók jellemzően kínaiak, tajvaniak, dél-koreaiak vagy japánok. A dél-kínai alfaj kihalása is az 1950-1970-es évekbeli túlvadászás számlájára írható. A vadon élő állatok eltűnése után illegális tigrisfarmokat hoztak létre, ahol az állatokat bőrükért és testrészeikért tenyésztik. Becslések szerint 5-10 ezer félvad tigrist tarthatnak a farmokon; ám emellett még mindig jelentős a szibériai, indiai, indokínai orvvadászat. A feketepiacon egy tigrispénisz mintegy 300 dollárt ér.

### Emberevő tigrisek

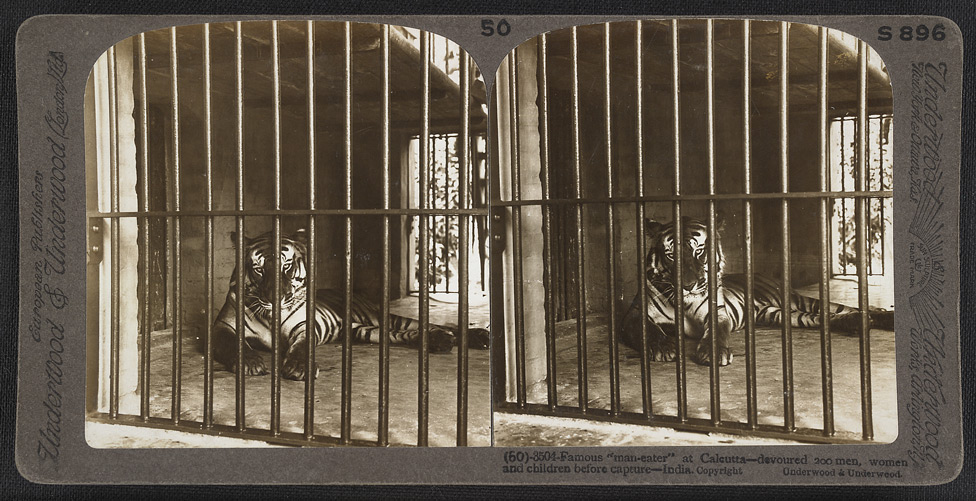
A 200 embert megölő, hírhedt, kalkuttai emberevő tigris sztereografikus fényképe (1903)

A vadon élő tigrisek többnyire elkerülik az embereket; ennek ellenére összességében több embert ölnek meg, mint bármely más ragadozó állatfaj. Támadása lehet kiprovokált (pld. a vadászat során megsebesült állat a vadászra ront), nem szándékosan provokált (amikor valaki véletlenül meglepi a pihenő tigrist vagy az anya és kölykei közé kerül), de a tigris aktívan vadászhat is az emberre. Utóbbira többnyire olyan régiókban kerül sor, ahol az emberek behatolnak az erdőbe, fairtással, új mezőgazdasági területek létesítésével megzavarják a tigrisek életmódját és elriasztják zsákmányállatait. A legtöbb emberevő tigris idős, elvesztette fogai egy részét és már képtelen elkapni a szarvasokat és vaddisznókat. A hírhedt champawati emberevő tigrisnek, amely 1907-es lelövéséig 430 emberéletet oltott ki, két szemfoga is törött volt. Elejtője, Jim Corbett szerint a támadások többsége napközben történt, amikor az emberek a földeken dolgoztak és nem tartották szemmel környezetüket.
Emberevő tigrisek a mai napig előfordulnak Indiában (főleg a himalájai régiókban) és Bangladesben (a tengerparti Szundarbansz mangroveerdeiben). Utóbbi területen a klímaváltozás is csökkentette a tigrisek életterét. Az 1960-as években évente legalább ((mennyi?)) tigristámadásra került sor a Szundarbanszon, egyes években azonban ez a szám 430-ra is felugrott. Az 1980-as években elterjedt szokássá vált, hogy a szabadban dolgozók emberi arcot ábrázoló kendőt kötöttek a fejük hátsó oldalára, hogy megzavarják vele a többnyire hátulról támadó tigriseket.

### Fogságban

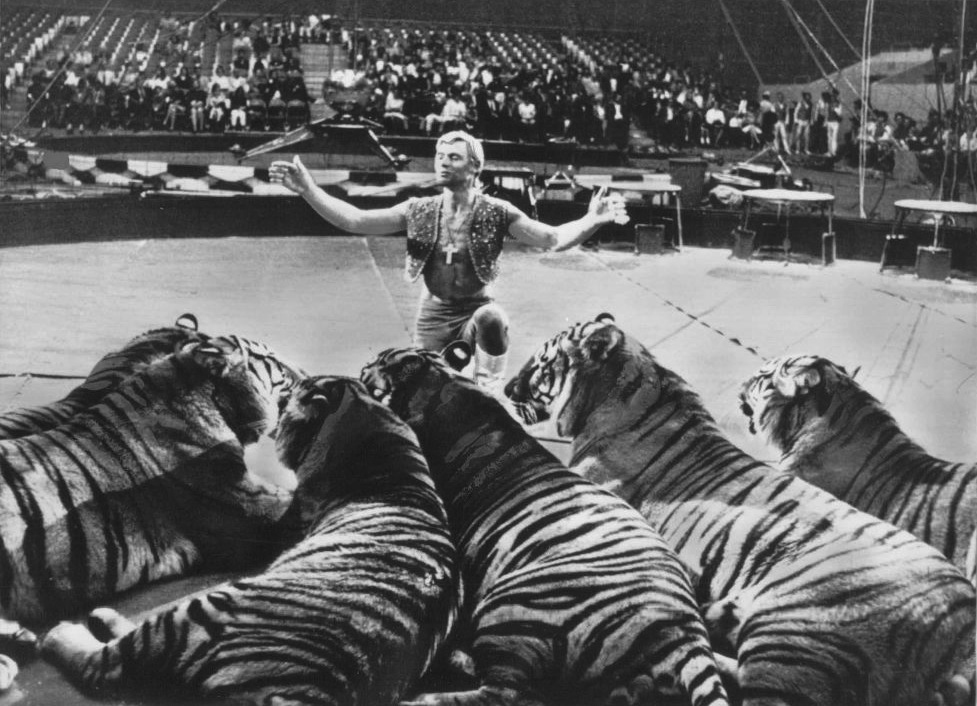
Cirkuszi tigrisidomár (1969)

Az ókori Rómában a tigriseket állatseregletekben tartották vagy az amfiteátrumokban gladiátorok vagy más vadállatok ellen harcoltatták őket. A ritka, egzotikus és veszedelmes ragadozókat az európai királyok is sokszor tartották kastélyaikban, a 18. századtól kezdve pedig egyre gyakrabban szerepeltek cirkuszokban és állatkertekben. Egy tigris ára Franciaországban ekkor elérte a 4 ezer frankot (míg egy egyetemi professzor évi keresete nem haladta meg a 3 ezer frankot), Az Egyesült Államokban 3500 dollárt kértek egy tigrisért, míg egy oroszlánért csak ezret.
2007-es adatok szerint Kínában 4 ezer tigrist tartottak állatkertekben, többségüket a nagy létesítményekben. 2011-ben az USA-ban 2884 tigrist regisztráltak 468 kisebb-nagyobb állatkertben. Egy genetikai vizsgálat során a 14 országból származó 105 állatkerti tigris közül 49 tartozott biztosan valamelyik alfajhoz, a többiek vegyes hátterűek voltak. Az állatkertekben mutogatott szibériai tigrisek közül sokan már bengáliakkal való kereszteződések eredményei.
Magyarországon a tigris különösen veszélyes állatfajnak minősül és magánszemélyek nem tarthatják. Szibériai tigriseket Budapesten, Miskolcon, Debrecenben, Nyíregyházán, Szegeden, Veszprémben, Kecskeméten, Felsőlajoson és Gyöngyösön tartanak. Maláj és szumátrai tigriseket Nyíregyházán láthat a közönség. Fehér színű bengáli tigris Nyíregyháza, Győr, Felsőlajos és Pécs állatkertjében van.

## Tigrisek a kultúrában

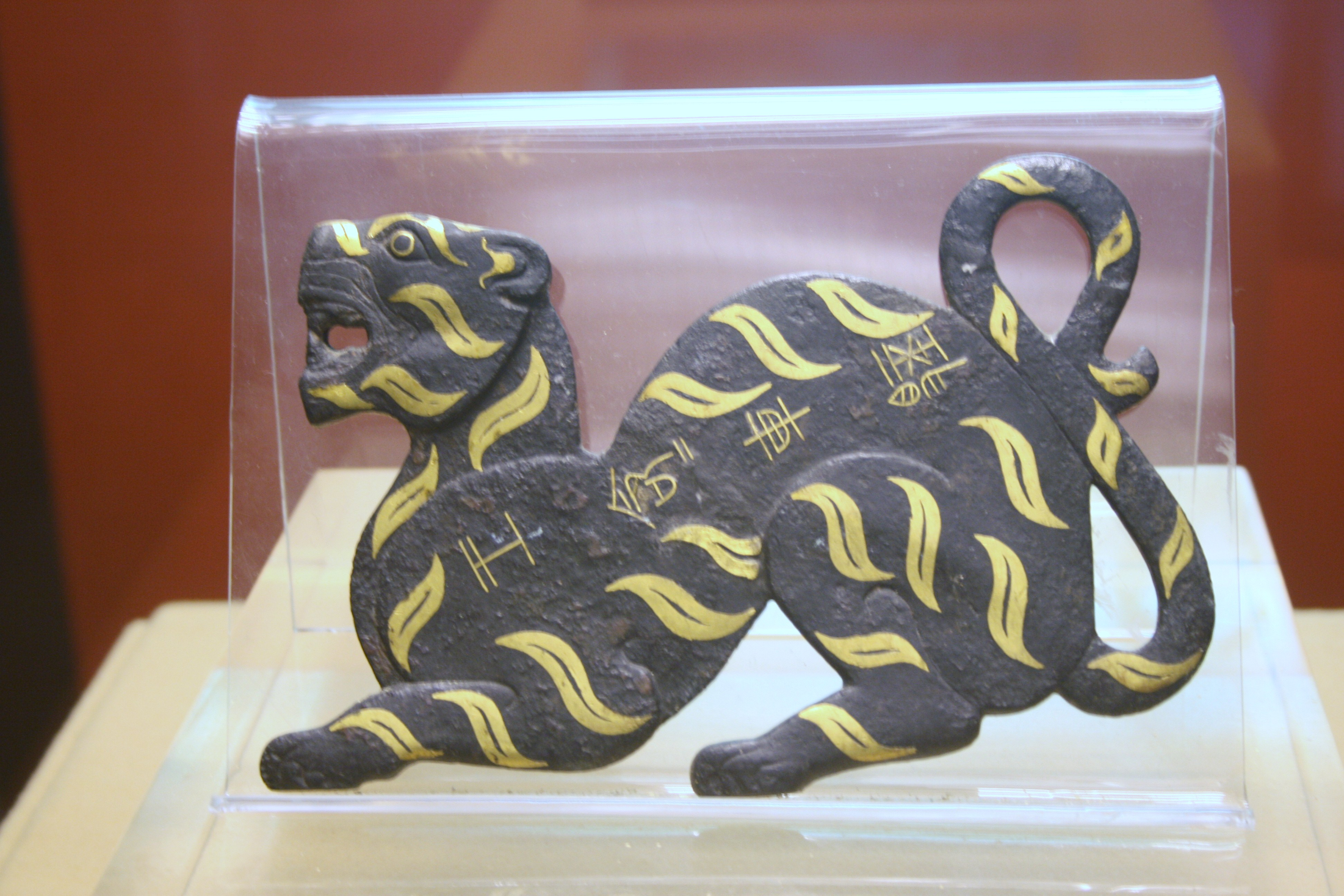
I. e. 2. századi dél-kínai tigrisjelvény

A látványos külsejű, halálos tigris mindig is lenyűgözte az embereket, alakja visszatérő motívumként szerepel a mesékben, mítoszokban, képi ábrázolásokban. Újabban a természetvédelmi mozgalmak egyik legnépszerűbb faja (pl. egy 2004-es online szavazáson, amelyen 73 országból több mint 50 ezren válaszoltak, 21%-kal a tigrist választották kedvenc állatfajuknak, kis különbséggel a kutya előtt).

### Mítoszok és legendák

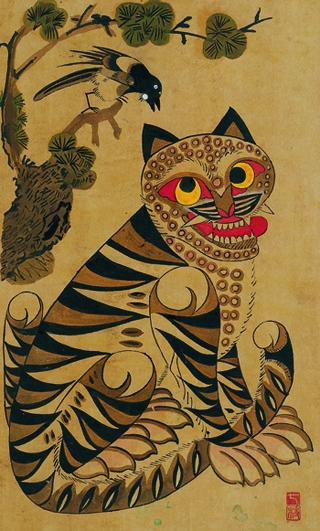
Tigris és szarka egy 19. századi koreai festményen

A kínai kultúrában a tigris a zodiákus 12 állata közül az egyik. A kínai művészetben a föld szimbóluma és az eget reprezentáló sárkány riválisa; egyúttal az anyag és a szellem kettősségét is jelképezik. A császári Kínában a tigris a háború és a hadsereg fővézérének jelképe volt, míg a császáré a sárkány, a császárnéé pedig a főnix. A Fehér Tigris a kínai csillagképek négy szimbólumának egyike, ő reprezentálja a nyugati irányt és az őszi évszakot is.
A kínai és koreai mesékben és példázatokban gyakran fordul elő a tigris, például nem javasolják a farkának megragadását. A koreai kultúrában elűzi a gonosz szellemeket és jó szerencsét hoz, egyben a bátorság és a hatalom jelképe, a hegyek szelleme vagy a hegyi állatok királya.
A buddhizmusban a három esztelen teremtmény egyike, az irányíthatatlan düh megtestesítője (a másik kettő a kapzsi majom és a buja szarvas). Ugyanakkor arra is utal, hogy megszelídítve, irányítva a tudatunk ereje áthatolhat a tudatlanság erdején. A tunguzok "nagyapaként" vagy "öregként" emlegetik a szibériai tigrist és majdnem istenségnek tartják. A mandzsuknál ő "Hu Lin", a király. A hinduizmusban Síva tigrisbőrt visel és azon is ül. Durga, a tízkarú háborúistennő nősténytigrisen (vagy nőstényoroszlánon) lovagol. Szintén tigris a hátasa a dél-indiai Ajjappá istennőnek. Az ázsiai mesékben az alakváltók nem vérfarkassá, hanem tigrissé változnak. Indiában ezek gonosz varázslók, Indonéziában vagy Malajziában jóindulatúak is lehetnek. A tigris a görög-római mitológiában is feltűnik Dionüszosz hátasaként.

### Irodalom

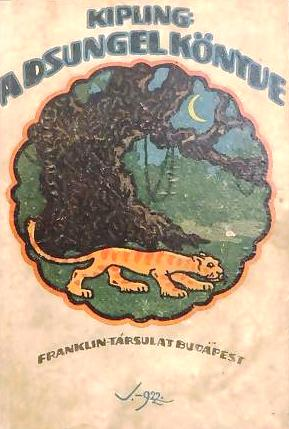
A dzsungel könyve – 1923-as magyar kiadás

Hajdúszoboszló címere

### Heraldika
A tigris már az Indus-völgyi civilizáció korában emblematikus állatnak számított, legalábbis megtalálható a Mohendzso-daróban talált ún. Pasupati-pecséten. A kora középkorban a dél-indiai Csola-dinasztia címerállata volt, pénzérméken, pecséteken, zászlókon egyaránt ábrázolták. A csola pénzek egy részén a tigris a meghódított Pandja-dinasztia két hala és Csera-dinasztia íja között látható. A 20. században a Sri Lanka-i önálló tamil államért küzdő Tamil Tigrisek tették címerükbe (és nevükbe) a tigrist. A bengáli tigris India és Banglades, a maláj tigris Malajzia, a szibériai tigris Dél-Korea nemzeti állata.
A középkori európai heraldikában is szerepelt a tigris, de mivel az állatot nem ismerték, a művészek a képzeletükkel egészítették ki alakját, így a heraldikai tigrisnek nincsenek csíkjai, farka az oroszlánéhoz hasonlóan bojtos, állkapcsai csőrszerűek. Később, miután Nagy-Britannia meghódította Indiát, egy realisztikus tigris került a címerpajzsokra. Magyarországon Hajdúszoboszló címerében látható tigris.

## Fordítás
- Ez a szócikk részben vagy egészben  a   Tiger című angol Wikipédia-szócikk ezen változatának fordításán alapul.  Az eredeti cikk szerkesztőit annak laptörténete sorolja fel. Ez a jelzés csupán a megfogalmazás eredetét és a szerzői jogokat jelzi, nem szolgál a cikkben szereplő információk forrásmegjelöléseként.